# Richard-Wagner-Festspielhaus

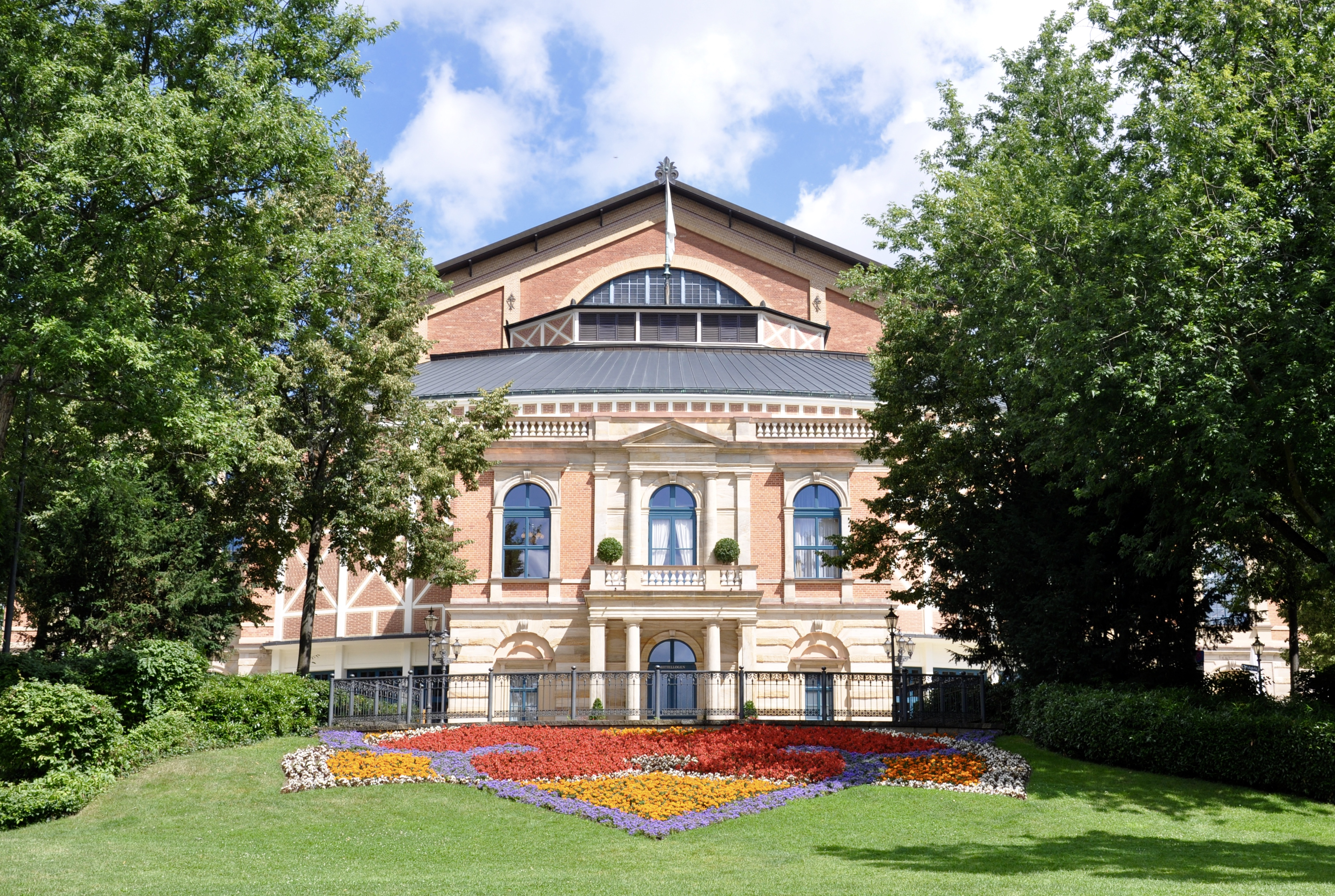
Richard-Wagner-Festspielhaus

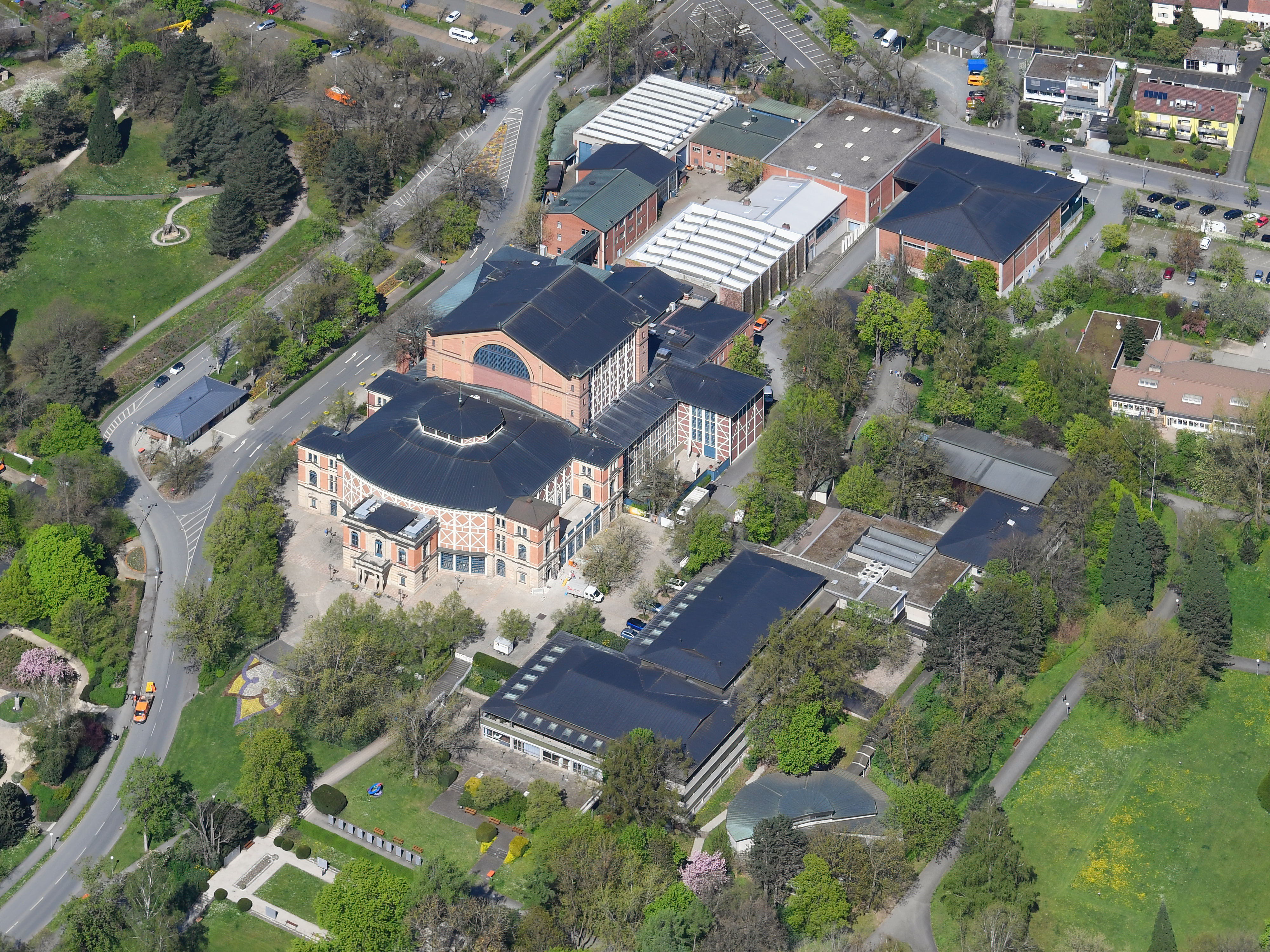
Das Richard-Wagner-Festspielhaus von Südosten aus der Luft gesehen

Das Richard-Wagner-Festspielhaus, auch Bayreuther Festspielhaus genannt, ist ein Festspielhaus auf dem Grünen Hügel in Bayreuth. Es wurde in den Jahren 1872–75 von Otto Brückwald nach Entwürfen von Richard Wagner im Stil der hellenistischen Romantik errichtet. Anders als viele Opernhäuser hat es kein festes Ensemble und wird jedes Jahr ausschließlich vom 25. Juli bis 28. August im Rahmen der Bayreuther Festspiele mit Opern beziehungsweise Musikdramen von Wagner in 30 Vorstellungen bespielt. Es wird als eines der Opernhäuser mit der weltweit besten Akustik angesehen.

## Baugeschichte

### Anregungen
Erste Anregungen für sein späteres Festspielhaus bekam Richard Wagner, wie sein aus Riga stammender Biograph Carl Friedrich Glasenapp behauptete, bereits während seiner Kapellmeisterzeit in Riga (1837/39). Das dortige Theater soll bereits viele Elemente des Bayreuther Festspielhauses besessen haben: ein stark ansteigendes Parkett in Form eines Amphitheaters, einen tiefliegenden Orchestergraben und eine Verdunkelung des Zuschauerraums, die damals nicht allgemein üblich war.
Als Standort für ein Festspielhaus in Deutschland hatte Wagner zunächst wohl auch Würzburg, wo er 1833/34 wohnte und Chordirektor war, in Betracht gezogen.

### Wagners Ideen
Nach Abschluss der Dichtung seines Ring des Nibelungen formulierte Wagner 1851 auch seine Idee eines Bühnenfestspiels, zunächst in Briefen etwa an Franz Liszt, später auch öffentlich in Eine Mittheilung an meine Freunde. Zu den „Gesangsfesten“ und „Turnfesten“ der Zeit solle auch ein „Theaterfest“ hinzukommen. Die Aufführungen sollten in einer eher kleinen Stadt in einem schmucklosen und provisorischen Theater als einmaliges Ereignis stattfinden. Anschließend sollte das Theater „aus Brettern und Balken“ wieder abgerissen werden. Der Zuschauerraum müsste als Amphitheater angelegt und das Orchester auf jeden Fall verdeckt sein.
Wagner bezog sich damit auf die Theaterfeste des antiken Griechenlands und die turnusmäßig stattfindenden Dionysien. Die Decke des Bayreuther Festspielhauses aus bemalter Leinwand erinnert an das Ideal eines Theaters unter freiem Himmel.

### Sempers Pläne für München

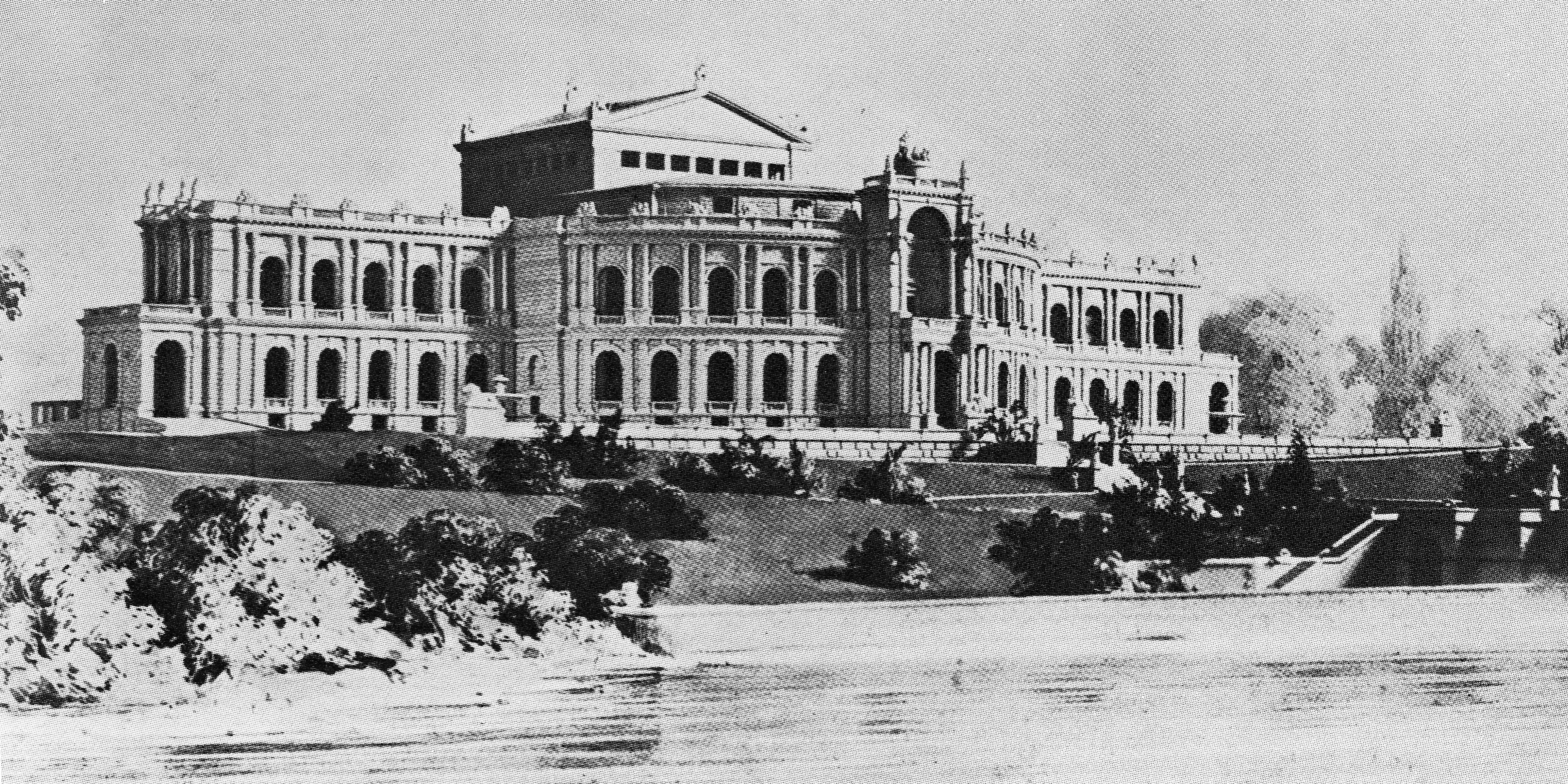
1865 von Semper geplantes, nicht realisiertes Münchner Festspielhaus an der Isar

Als König Ludwig II. von Bayern Wagner 1864 nach München berief, schien sich auch der Festspielgedanke rasch verwirklichen zu lassen. Gottfried Semper, der mit Wagner befreundete Architekt und Erbauer des Dresdner Hoftheaters und nach dessen Brand auch des neuen Hoftheaters, der Semperoper, wurde mit dem Entwurf und der Realisierung des Projekts betraut.
Semper plante zunächst ein Theater, das in den Münchener Glaspalast eingebaut werden sollte, dann ein monumentales, durch eine breite Prachtstraße erschlossenes Festspielhaus hoch über dem Isarufer. Die Innenraumgestaltung war nach Wagners Wünschen bereits so angelegt, wie im später in Bayreuth verwirklichten Haus: äußerste Zweckmäßigkeit bei Zuschauerraum und Bühne mit Konzentration auf das aufgeführte Werk. Es sollte kein Logentheater entstehen, sondern ein ansteigendes Auditorium mit guter Sicht von allen Plätzen, ein „demokratischer“ Zuschauerraum ohne alle Standesschranken.
Als Wagner 1865 München verlassen musste, geriet das Festspielhausprojekt ins Stocken. Wagner selbst distanzierte sich bald davon, auch weil ihm das ganze Vorhaben zu monumental zu werden drohte, sich mehr und mehr von seinen Idealvorstellungen entfernte und sich seiner Einflussnahme entzog, da er inzwischen in der Schweiz lebte.

### Bau in Bayreuth

Festspielhaus zur Zeit des Richtfests

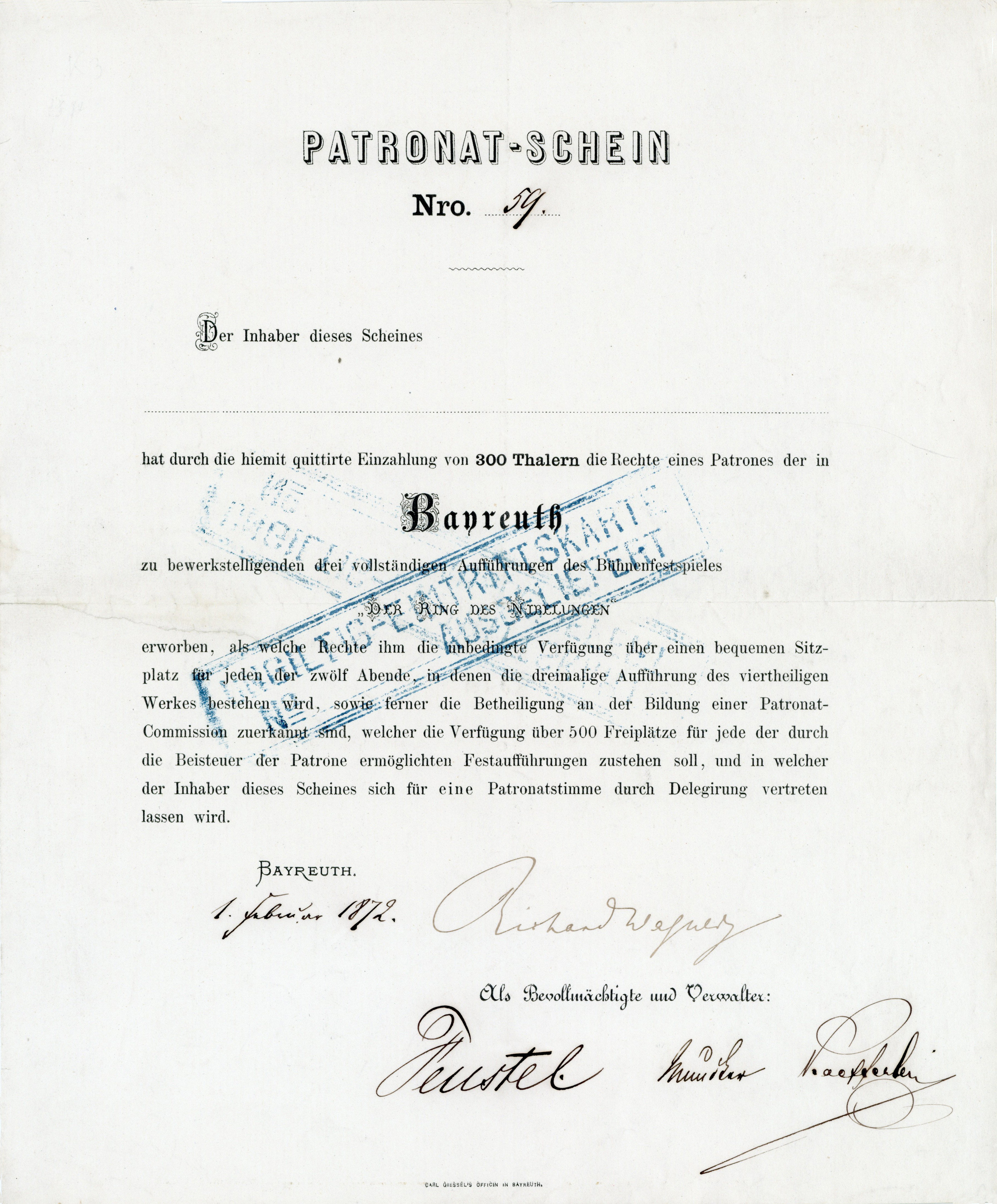
Patronat-Schein zur Finanzierung der Festspiele in Bayreuth, ausgegeben am 1. Februar 1872, von Richard Wagner im Original signiert. Durch Zahlung von 300 Thaler erwarb der Inhaber des Scheins „die Rechte eines Patrones der in Bayreuth zu bewerkstelligenden drei vollständigen Aufführungen des Bühnenspieles Der Ring des Nibelungen“. Mit Stempel über ausgehändigte Eintrittskarten.

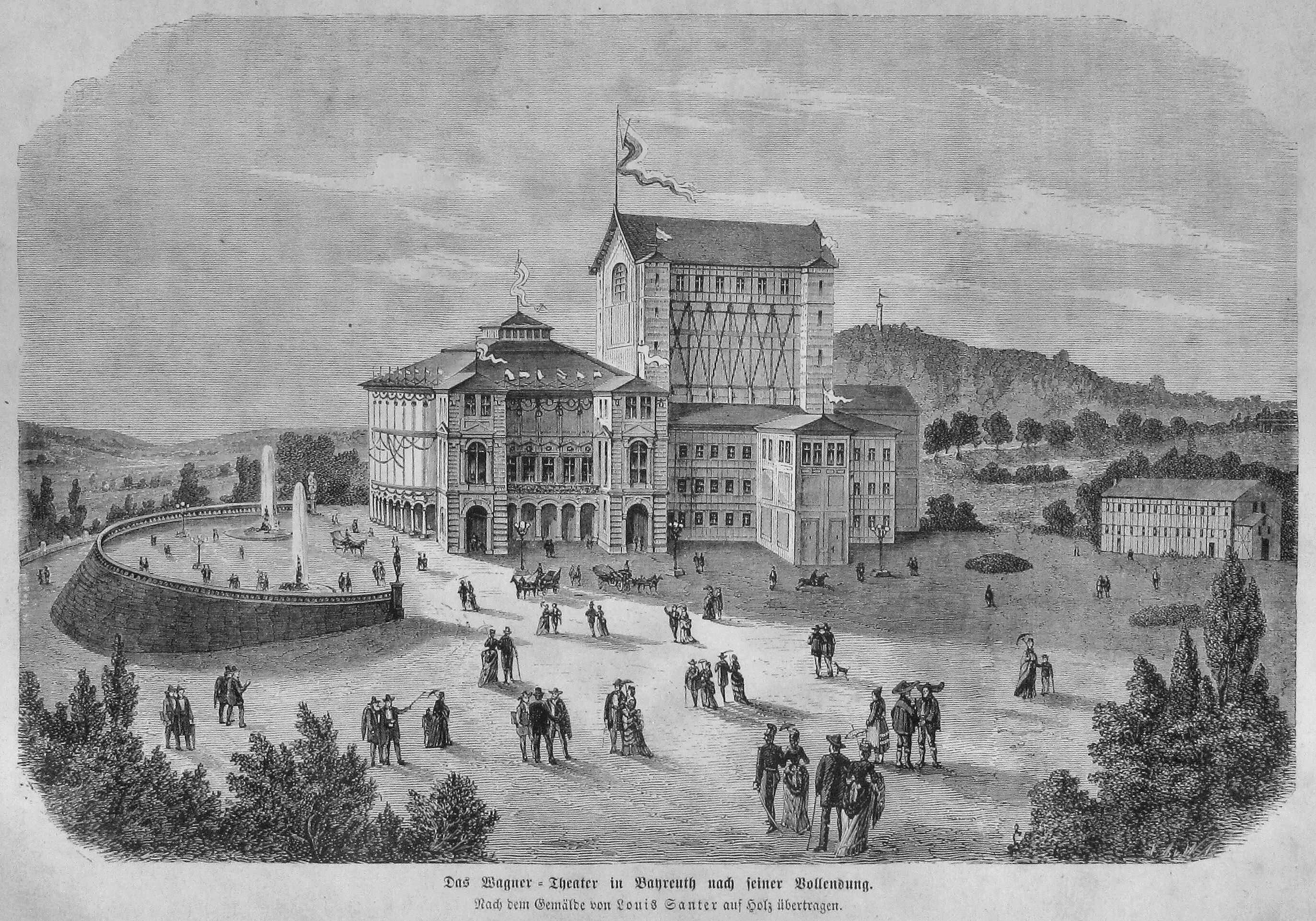
Wagner-Theater in Bayreuth nach seiner Vollendung (aus Die Gartenlaube), 1873

Festspielhaus im Jahr der ersten Festspiele, noch ohne den „Königsbau“ an der Stirnseite

In einem Konversationslexikon entdeckte Wagner um 1870 das Markgräfliche Opernhaus in Bayreuth. Da es seinerzeit über die größte Bühne eines deutschen Opernhauses verfügte, hatte er die Hoffnung, dort die geeignete Spielstätte für seinen Ring des Nibelungen zu finden und seine Idee eines Bühnenfestspiels doch noch verwirklichen zu können. Er kam deshalb im April 1871 nach Bayreuth und besichtigte das historische Theater. Wegen der geringen Größe des Zuschauerraums gab er den Plan auf, doch gefielen Wagner Lage und Größe der Stadt, sodass er alsbald konkrete Vorarbeiten für einen Neubau einleitete. Zunächst war ein Grundstück am Stuckberg, in der Nähe der Vorstadt Sankt Georgen, nach einer Besichtigung im April 1871 als Bauplatz im Gespräch. Nach dem Scheitern der Verkaufsverhandlungen erwarb die Stadt, ohne Wagners Wissen, einen Baugrund auf dem heutigen Grünen Hügel unterhalb der Bürgerreuth. Wagner, verärgert über die Entwicklung, erwog, den Standort Bayreuth wieder fallenzulassen. Am 8. Januar 1872 reisten deshalb sein örtlicher Förderer Friedrich Feustel und der Bayreuther Bürgermeister Muncker nach Tribschen, um ihn umzustimmen, was ihnen mit Cosimas Hilfe gelang.
Das Grundstück am Grünen Hügel erhielt Wagner kostenlos von der Stadt Bayreuth. Die architektonische Planung führte Otto Brückwald aus, wobei Grundzüge der Pläne Sempers beibehalten wurden.
Bereits am 22. Mai 1872, Wagners 59. Geburtstag, konnte bei strömendem Regen der Grundstein gelegt werden. Wagner hielt eine Rede und dirigierte zu diesem Anlass Beethovens 9. Sinfonie im Markgräflichen Opernhaus. Der Bau verzögerte sich aus finanziellen Gründen immer wieder. Der geplante Verkauf von 1000 Patronatsscheinen für je 300 Taler verlief nur schleppend; bis zum Frühjahr 1876 waren weniger als die Hälfte verkauft. Auch auf den deutschen Kaiser, den Reichskanzler und den Reichstag hoffte Wagner trotz Unterstützung durch Gräfin Schleinitz vergebens. Finanzielle Hilfe erhielt er vom Osmanischen Sultan Abdülaziz in Höhe von ungefähr 96.000 Euro nach heutiger Kaufkraft (2025).

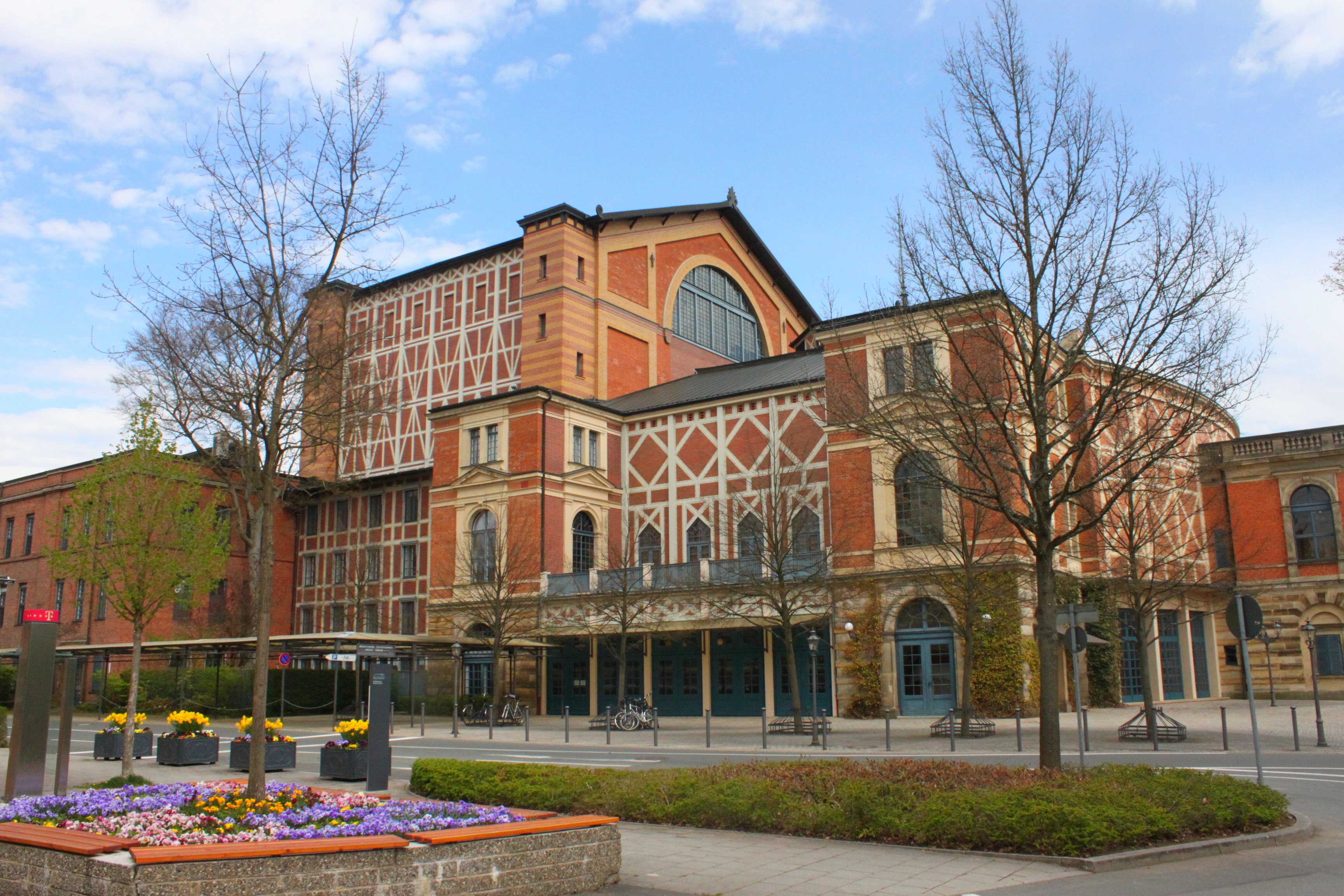
Seitenansicht von Westen

Die für 1873 geplanten ersten Festspiele mussten verschoben werden. Am 2. August 1873 konnte bei schönem Sommerwetter mit großem Publikum das Richtfest gefeiert werden. Den auf Drängen Wagners vom evangelischen Dekan Wilhelm Dittmar verfassten, vom Bauherrn kurzfristig noch geänderten und erweiterten Richtspruch, trug der Polier Johann Hofmann vor. Dass das Glas, das dieser nach altem Brauch anschließend in die Tiefe warf, unversehrt auf dem Boden landete, wurde als Glück verheißendes Omen betrachtet. Auf ausdrücklichen Wunsch der Arbeiter, die beim Bau keine Arbeitsunfälle zu beklagen hatten, stimmte die Familie Wagner mit Franz Liszt in schwindelnder Höhe den Choral Nun danket alle Gott an. Nachdem der Schlussakkord des Kaisermarsches verklungen war, begaben sich die Arbeiter zum Richtschmaus in den Malersaal, wo ihnen die Wagners einen Besuch abstatteten.
Fehlende finanzielle Mittel bedrohten die Fertigstellung des Gebäudes. 1874 sicherte König Ludwig II. den Bau durch einen Kredit von zunächst 300.000 Mark, der später um 100.000 Mark erhöht wurde. Beide Beträge zahlte die Familie Wagner unter Verrechnung von Tantiemen später vollständig zurück.

### Eröffnung
Das Festspielhaus konnte schließlich am 13. August 1876 mit dem Rheingold eröffnet werden, womit die erste zyklische Aufführung des Ring des Nibelungen eingeleitet wurde. Wegen des Defizits durch die ersten Festspiele stand das Haus danach sechs Jahre lang leer, erst 1882 wurden die nächsten Festspiele mit der Uraufführung des Parsifal durchgeführt. Für den Besuch Ludwigs II. zu den Festspielen 1882 wurde das Haus um den „Königsbau“ an der Stirnseite erweitert, der menschenscheue König besuchte diese Festspiele aber nicht mehr.

## Weitere Geschichte
1886 wurde hinter dem Bühnenhaus eine erste Dampfmaschine installiert, die über einen Flachriemen einen Generator zur Stromerzeugung antrieb. Damit konnte hausintern ein Netz mit 110 Volt Gleichspannung installiert und die Gasbeleuchtung durch elektrisches Licht ersetzt werden. 1888 kamen eine zweite und 1895 eine dritte Dampfmaschine hinzu. Allein für eine Tristan-Aufführung wurden zehn Zentner Kohle verbraucht. Bis 1933 waren diese Anlagen für die Stromversorgung des Festspielhauses zuständig; bei drohenden Gewittern stets vorgeheizt, dienten sie bis 1952 als Reserve.

### Weimarer Republik

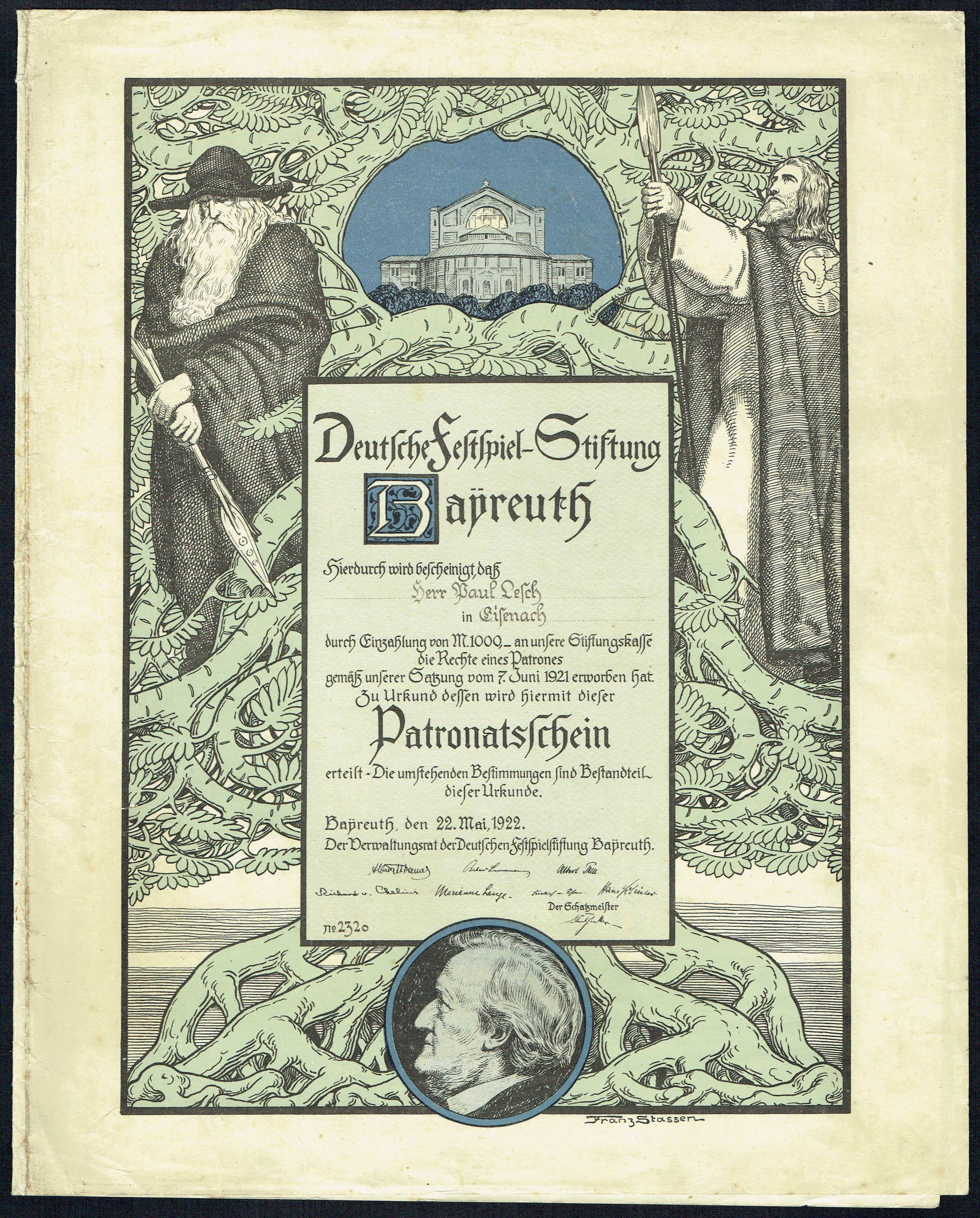
Patronatsschein der Deutschen Festspiel-Stiftung vom 22. Mai 1922 mit Darstellung des Festspielhauses

Nach zehnjähriger Unterbrechung fanden im Sommer 1924 wieder Festspiele statt. Neu war die demonstrativ zur Schau getragene politische Gesinnung: Auf dem Festspielhaus wehte die alte schwarz-weiß-rote Reichsfahne, General Ludendorff und Prinz August Wilhelm von Preußen wurden mit Heilrufen begrüßt. Adolf Hitler besuchte 1925 erstmals, und von da an regelmäßig, die Festspiele. Thomas Mann nannte das Festspielhaus „Hitlers Hoftheater“.

### Nationalsozialismus
Im April 1939, anlässlich des 50. Geburtstags Adolf Hitlers, prangte dessen mehrere Meter hohes, nachts angestrahltes Porträt vor dem mittleren Fenster des Königsbaus. Darüber thronte ein Adler, der ein Hakenkreuz in den Klauen hielt, mindestens neun weitere großformatige Hakenkreuze schmückten die Vorderfront.
Von 1940 bis 1944 veranstaltete die Organisation Kraft durch Freude „Kriegsfestspiele“ im Festspielhaus. Spesenfrei geladene Gäste waren Frontsoldaten, Verwundete, Krankenschwestern und Arbeiterinnen aus Rüstungsbetrieben. Am 23. Juli 1940 kam Adolf Hitler letztmals zu den „Festspielen des Sieges“ ins Festspielhaus.
Lange vor dem Ausbruch des Zweiten Weltkriegs hatte Hitler im vertrauten Bayreuther Kreis geäußert, die erste Bombe des nächsten Kriegs werde auf das Festspielhaus und die zweite auf das Haus Wahnfried fallen. Französische Zwangsarbeiter mussten später im Festspielpark Schutzgräben ausheben. Indes wurde Bayreuth erst kurz vor dem Kriegsende im April 1945 von alliierten Flugzeugen bombardiert. Beim schwersten dieser drei Angriffe am 11. April 1945 durch britische Maschinen wurde das Festspielhaus vom „Master Bomber“ ausdrücklich von der Vernichtung ausgeklammert.

### Zwischen Kriegsfestspielen und Neu-Bayreuth (1945–1951)
Nach der Besetzung Bayreuths durch amerikanische Truppen im April 1945 wurde das Festspielhaus zunächst beschlagnahmt. Da es den Krieg ohne Zerstörungen überstanden hatte, wurde es bald für Musikaufführungen der amerikanischen Truppen benutzt. Bereits am 31. Mai 1945 fand ein Konzert von Grace Moore & Martini statt. Es wurden Revuen, Kriminalkomödien sowie Unterhaltungsmusik gegeben. Auch das nach dem Krieg gegründete und nur bis Dezember 1948 bestehende Bayreuther Symphonieorchester gab dort Konzerte. Den Anfang machte am 24. Juni 1945 ein Konzert für die 9. US-Panzerdivision. Im Dezember dirigierte sogar der damals 78-jährige Paul Lincke ein Konzert mit dem Titel Music You Love To Hear. 1946 wagte sich das Symphonieorchester an Opernaufführungen. Beispielsweise wurde im Juni 1946 Eugen d’Alberts Oper Tiefland im Festspielhaus gegeben.
Das benachbarte Festspielrestaurant diente in den Nachkriegsjahren als Flüchtlingslager. Etwa fünfhundert Personen beiderlei Geschlechts und jeden Alters lebten, nur notdürftig durch Vorhänge voneinander getrennt, unter schwierigen sanitären Verhältnissen in den beiden Sälen. Erst Anfang 1950 wurden die letzten 77 Bewohner in der Stadt „eingesiedelt“. Das alte Restaurant in Holzbauweise wurde 1972 durch einen in unmittelbarer Nähe errichteten Mehrzweckbau ersetzt.
Nach dem Verzicht Winifred Wagners auf die Festspielleitung erhielt die Familie Wagner im März 1949 das beschlagnahmte Festspielhaus zurück. Dessen „Wiederweihe“ vollzog am 22. Mai jenes Jahres der Dirigent Hans Knappertsbusch mit einem Festkonzert der Wiener Philharmoniker.

### Träger und Eigentumsverhältnisse seit den 1970er Jahren

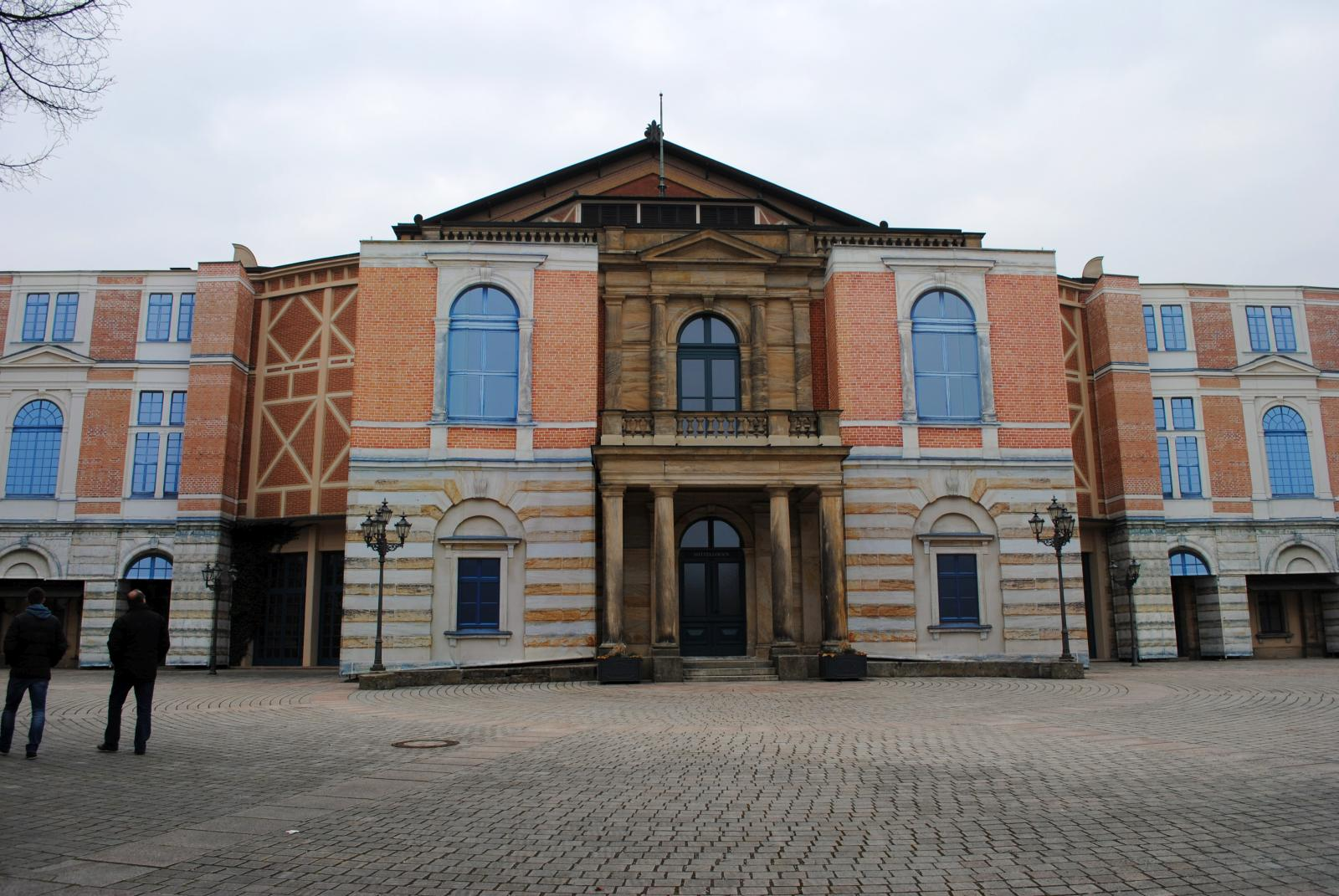
Mit bemalten Planen verhülltes Gerüst am Festspielhaus, März 2014

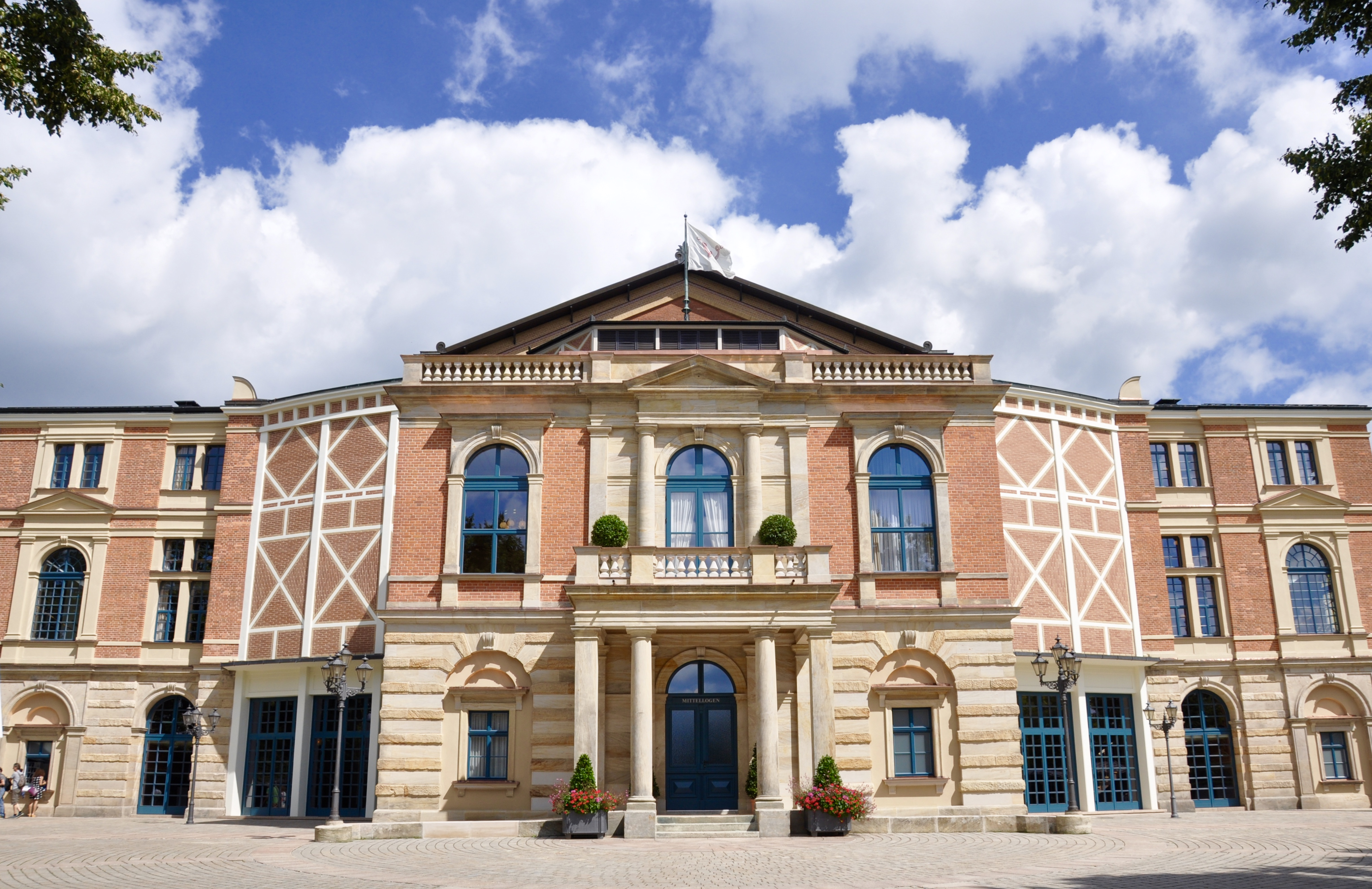
Richard-Wagner-Festspielhaus 2016 (Frontansicht, unverhüllt nach Sanierung)

Träger des Bayreuther Festspielhauses ist seit 1973 die Richard-Wagner-Stiftung Bayreuth. Die Stiftung wurde von der Bundesrepublik Deutschland, dem Freistaat Bayern, der Stadt Bayreuth, der Gesellschaft der Freunde von Bayreuth, der Bayerischen Landesstiftung, der Oberfrankenstiftung, dem Bezirk Oberfranken und Mitgliedern der Familie Wagner eingerichtet, die auch Mitglieder des Stiftungsrates sind. Geschäftsführer des Stiftungsrates ist der Oberbürgermeister der Stadt Bayreuth, derzeit Thomas Ebersberger (Stand 2020).
Die Stiftung ist verpflichtet, das Festspielhaus zur Durchführung der Festspiele an den Festspielunternehmer zu vermieten; seit 1986 ist das die Bayreuther Festspiele GmbH, die (mit Vertrag auf Lebenszeit) von Richard Wagners Enkel Wolfgang Wagner als Gesellschafter-Geschäftsführer geleitet wurde. Wolfgang Wagner trat am 31. August 2008 von seinem Amt zurück, als Nachfolger bestimmte der Stiftungsrat seine beiden Töchter Eva und Katharina Wagner.

### Welterbekandidatur (1984–1993)
Von 1984 bis 1993 war das Richard-Wagner-Festspielhaus als Kandidat für die Erhebung zum Weltkulturerbe auf der Tentativliste der UNESCO platziert.

### Umfangreiche Sanierungsarbeiten ab den 2010er Jahren
Von Dezember 2012 bis 2016 war das Festspielhaus teilweise eingerüstet, da die marode Fassade sanierungsbedürftig war. Auch die Haustechnik war modernisierungsbedürftig. Der Sanierungsbedarf war zwar schon länger bekannt, war jedoch lange ignoriert worden. Im März 2014 wurde schließlich die Finanzierung der Sanierung sichergestellt, wofür rund 30 Millionen Euro angesetzt wurden, die der Freistaat Bayern und die Bundesregierung zur Verfügung stellten. Damit die staatlichen Kassen die Kosten für das Gebäude übernehmen durften, musste ein Mietvertrag zwischen der Richard-Wagner-Stiftung als Eigentümerin und der Bayreuther Festspiele GmbH, an der Bayern und der Bund beteiligt sind, bis 2040 abgeschlossen werden, ansonsten wäre die Dauerhaftigkeit der Investitionen nicht gegeben gewesen. Die Generalsanierung durch den Kölner Architekten Detlef Stephan startete nach der Saison 2015 und ist vorläufig über sieben Jahre geplant. Sie soll spätestens bis zum Jahr 2026 beendet sein und wird in den proben- und saisonfreien Zeiten stattfinden, weshalb wenig Zeit zur Verfügung steht, um die Sanierungsetappen durchzuführen. Die erste Etappe erfolgte planmäßig im Frühjahr 2016 vor Beginn der Probenzeit für die Saison 2016. Hierbei wurde die Südfassade (unter anderem der Königsbau), die seit 2012 mit einem Schutzgerüst und einer Plane versehen war, saniert. Parallel dazu lief die Aufnahme des Schadenskatalogs im Innenraum des Festspielhauses. Um auch im Winter arbeiten zu können, wurde eine Gerüstheizung installiert. Die Einrüstung konnte zur Saison 2016 abgebaut werden. Die zweite Etappe konnte nicht wie ursprünglich vorgesehen spätestens im Dezember 2016 beginnen, weil genehmigungsrechtliche Gründe auftraten (eine Sonderkonstruktion als Baugerüst wurde benötigt, für die die Gesellschafterversammlung erst Ende November 2016 die Finanzmittel freigegeben hatte). Für die zweite Etappe war die Sanierung des restlichen Bühnengebäudes (Turm), sowie der Verwaltungs- und Garderobentrakte geplant. In der Sanierungspause 2016/17 liefen weitere Vorbereitungen für die Sanierung im Inneren des Festspielhauses, wobei sich herausstellte, dass das ursprüngliche Finanzkonzept aus dem Jahr 2013 die Kosten nicht decken würde, ein neues musste aufgestellt werden.
Ein noch ungelöstes Problem des Festspielhauses sind die in warmen Sommern im Zuschauerraum herrschenden hohen Temperaturen.
Für die Sanierung der veralteten Technik und die Erfüllung sicherheitsrechtlicher Anforderungen hat der Haushaltsausschuss des Deutschen Bundestags 2020 weitere 84,7 Millionen Euro bereitgestellt.

### Das Haus in den Medien
Mehrfach diente das Festspielhaus als Drehort für Film- und Fernsehproduktionen. So entstanden 1954 dort Szenen des Films Magic Fire, 2018 der Episode Ein Tag wie jeder andere der Fernsehreihe Tatort.
Auch die Sendung mit der Maus war im Festspielhaus zu Gast. Dabei wurde vom Festspiel-Orchester unter der Leitung von Christian Thielemann die Titelmelodie der Sendung gespielt. Dies war eine der wenigen Gelegenheiten, bei denen im Festspielhaus Musik gespielt wurde, die nicht von Wagner stammt.

### Belegschaft
Das Festspielhaus stellt eine einzigartige Arbeitswelt in Bayreuth dar. Drei unterschiedliche Welten treffen dort zusammen: die sichtbare „Oberwelt“ der Sänger im Scheinwerferlicht, die „Unterwelt“ der Musiker im Orchestergraben und die nüchterne Arbeitswelt der dienstbaren Geister hinter den Kulissen. Eine Schlüsselrolle kommt den Bühnenfacharbeitern zu, von denen höchste Präzision und Schnelligkeit erwartet werden. Zu weiteren Arbeitsbereichen neben Maske, Schneiderei, Requisite und Kostümabteilung gehören u. a. die Schlosserei, die Schreinerei und der Malersaal. Von durchschnittlich 60 Mitarbeitern in der festspiellosen Zeit wächst deren Zahl in der Hochsaison auf rund 900 Personen an.
Botschafterinnen der Festspiele wurden die Türsteherinnen, meist Studentinnen, die als „Blaue Mädchen“ bezeichnet werden. Die Nibelungen in der Oper Rheingold wurden früher von Bayreuther Turnern dargestellt; in der Inszenierung von 1989 schlüpften mit einer Sondergenehmigung des Gewerbeaufsichtsamts Kinder in diese Rolle. In den 1930er Jahren kamen reinrassige Englische Fuchshunde als Hundemeute des Landgrafen in der Oper Tannhäuser auf die Bühne.

## Baubeschreibung

### Überblick

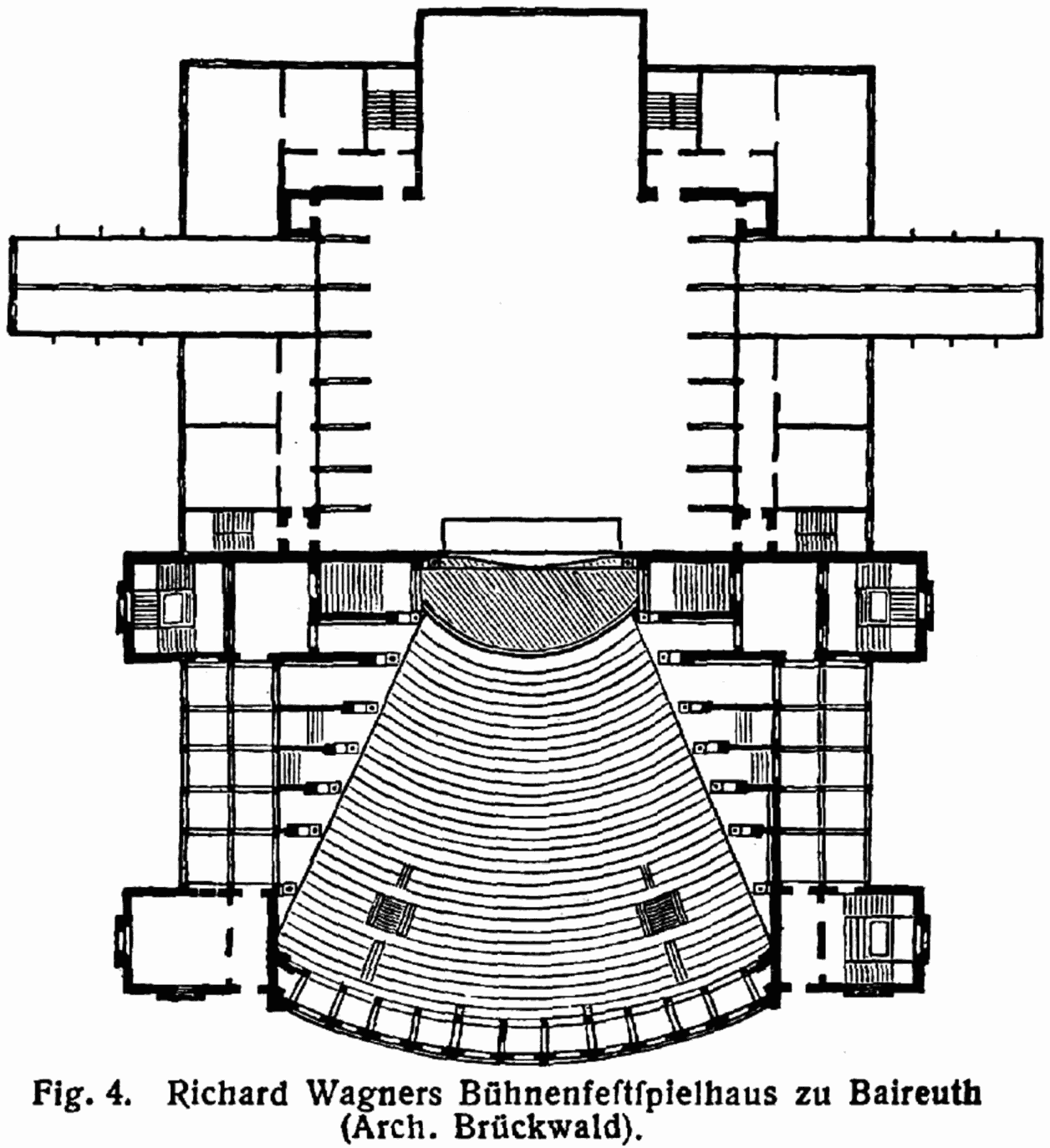
Grundriss des Festspielhauses, Zustand von 1876

Zuschauerraum und Bühnenhaus sind in Fachwerk-Bauweise ausgeführt, wobei das ursprüngliche Holzfachwerk bei Renovierungen ab den 1960er Jahren durch ein Tragwerk aus Beton und Stahl ersetzt wurde. Der Außenbau ist weitgehend aus rotem Ziegelstein und kommt fast ohne dekorativen Schmuck aus, was dem Haus auch die despektierliche Bezeichnung „Scheune“ eingetragen hat. Mit der Erinnerung an „flüchtig gezimmerte Festhallen“ sollte nach Wagners Worten ein volkstümlicher Eindruck erweckt und eine „Nachahmung des ausländischen Wesens“ vermieden werden.

### Bühne
Das Bühnenportal ist 11,80 m hoch und 13 m breit. Die maximale Bühnenbreite beträgt 27 m. Die Hauptbühne hat eine Tiefe von 22 m, hinzu kommt eine bespielbare Hinterbühne von 13 m Tiefe. Die Gesamtlänge des Theaters vom Hauptportal bis zum Ende der Hinterbühne beträgt 100 m. Der Schnürboden befindet sich 26 m, der Dachfirst 36,40 m über dem Bühnenniveau. Die Bühnenversenkung hat eine maximale Tiefe von 13 m.

### Auditorium

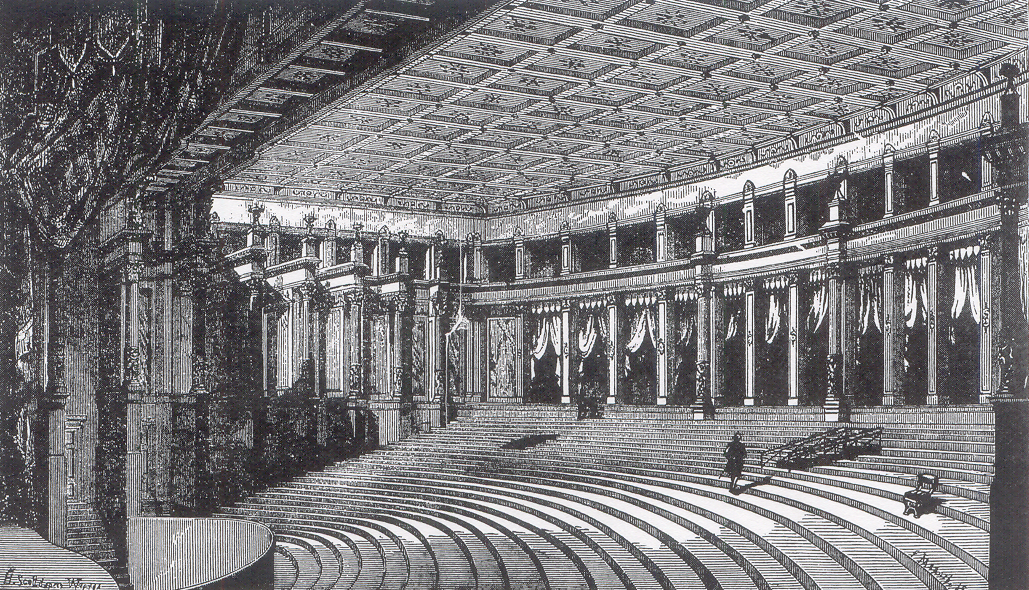
Zuschauerraum, 1876

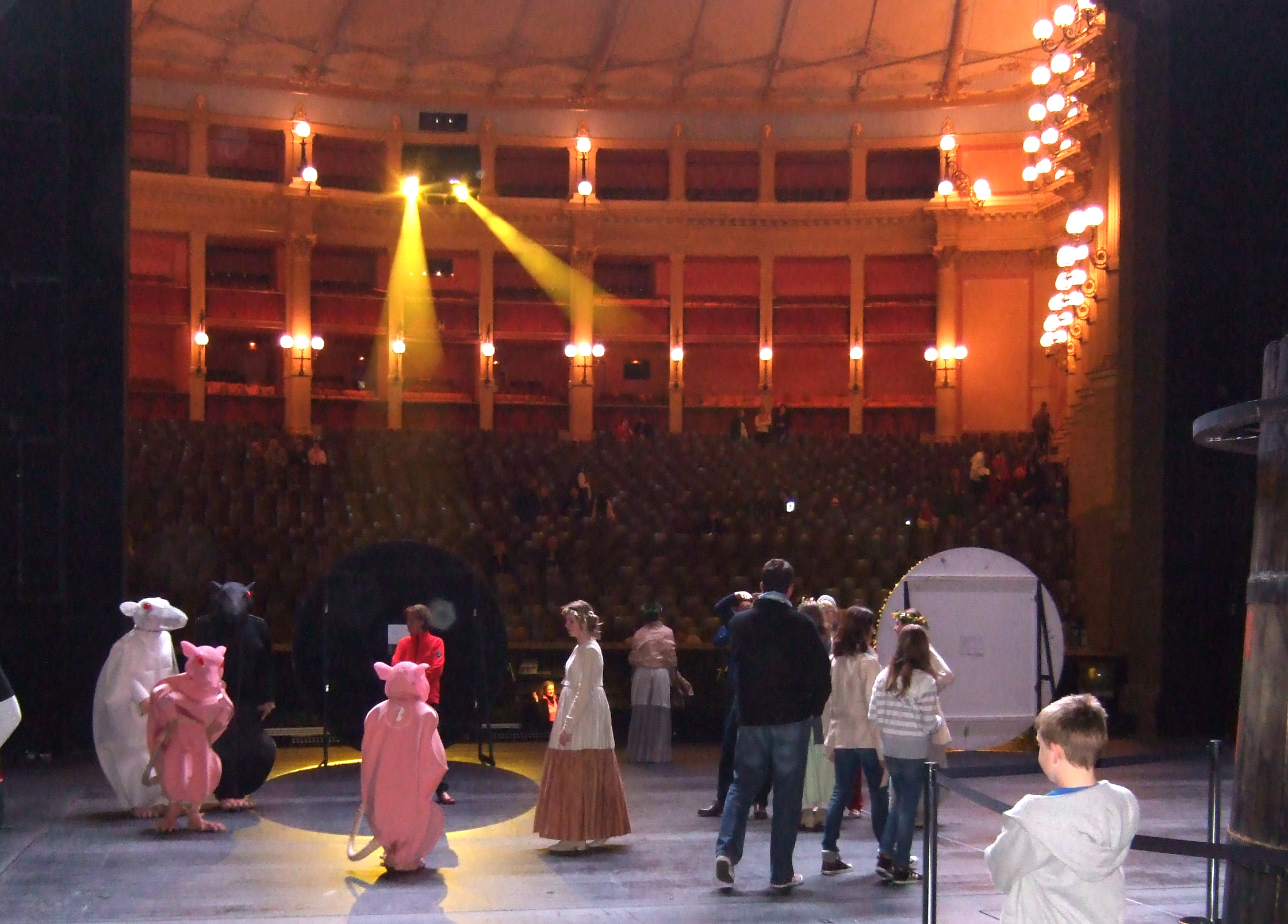
Blick über die Bühne zum Zuschauerraum, 2015

Der Zuschauerraum besteht aus völlig gleichmäßig ansteigenden Sitzreihen nach Vorbild antiker Amphitheater, wodurch eine nahezu ideale Sicht von fast allen Plätzen gewährleistet ist. Wegen der Lagerung des Fußbodens auf einer Holzkonstruktion sowie der Pfeiler und Säulen aus Holz – diese sind mit Gips verputzt, um den Eindruck von Stein zu erzeugen – sind hervorragende akustische Bedingungen vorhanden. Diese gute Akustik verhinderte, das Haus durch ein Gebäude aus Stein zu ersetzen. Es bietet nach diversen Umbauten Platz für 1974 Zuschauer.
Der Zuschauerraum ist von Scherwänden flankiert. Diese setzen sich in einem doppelten Proszenium fort, das angelegt wurde, um den optischen Eindruck zu erwecken, die Bühne sei weiter entfernt, als sie es in Wirklichkeit ist.
Die Tatsache, dass Wagner sich von Anfang an intensiv an der Planung des Theatergebäudes beteiligte, führte zu zahlreichen Neuerungen aus theaterpraktischen Gründen. Dazu gehört neben der Gestaltung des Zuschauerraums auch die Wagner-Gardine, ein Bühnenvorhang, der sich irisblendenartig zugleich nach oben und zur Seite öffnet.

### Sichtbarkeit
Ein besonderes Anliegen Wagners war die starke Verdunkelung des Theaterraums, weil nichts den Zuschauer vom Geschehen auf der Bühne ablenken sollte. Zur vollständigen Dunkelheit kam es aber eher durch Zufall: Die damalige neuartige Gasbeleuchtung des Zuschauerraumes war erst am Tag der ersten Vorstellung im Festspielhaus fertig geworden und konnte nicht mehr ausprobiert und justiert werden. Das führte schließlich dazu, dass das Licht beim Beginn der Vorstellung nicht langsam gedämmt wurde, sondern die Beleuchtung komplett ausfiel, also totale Finsternis herrschte. Man behielt das bei, da die Wirkung den Intentionen Wagners entgegenkam. Damit war mit der Theaterpraxis des 18. und 19. Jahrhunderts gebrochen, bei der der Zuschauerraum beleuchtet und allenfalls nur in ein mäßiges Halbdunkel getaucht war.
Die bauliche Konsequenz der Vorstellung Wagners, der nicht wollte, dass die „Mühe der Tonerzeugung“ sichtbar blieb, war ein Schalldeckel über dem Orchestergraben, der zudem die Aufgabe hatte, Lichtreflexe von den Pultbeleuchtungen der Orchestermusiker nicht in den Zuschauerraum gelangen zu lassen, und den typischen Bayreuther Mischklang entstehen ließ.

### Mystischer Abgrund

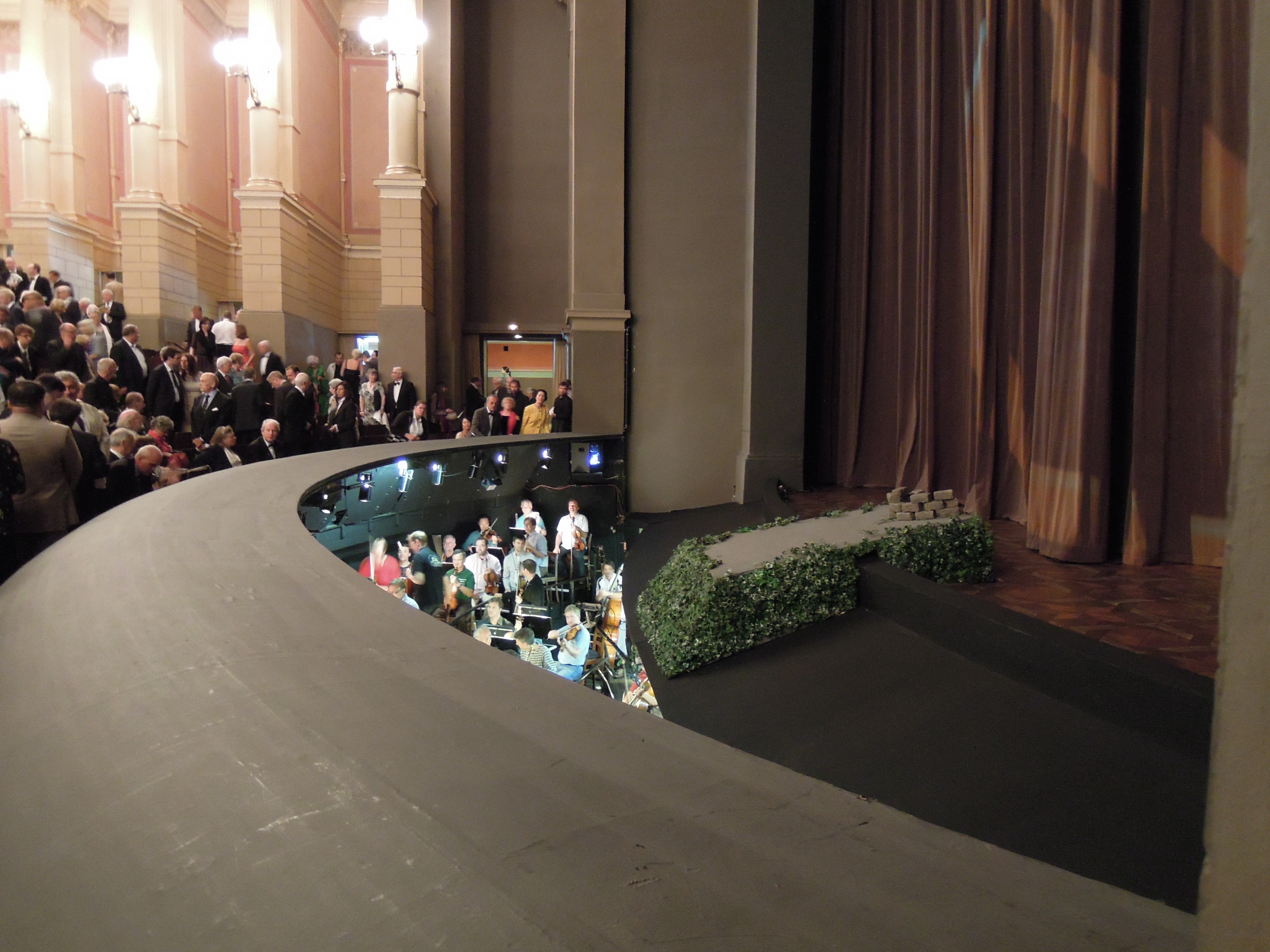
Orchestergraben

„Mystischer Abgrund“ nannte Richard Wagner den Abstand zwischen erstem und zweitem Proszenium, in dem der Schalldeckel über dem Orchestergraben das für die Zuschauer unsichtbare Orchester im Bayreuther Festspielhaus verbirgt. Das verdeckte Orchester sollte die Bühnenillusion verstärken, indem jede Ablenkung von der Bühne und die „widerwärtige Störung durch die stets sich aufdrängende Sichtbarkeit des technischen Apparates“ verhindert wurde. Die „Idealität“ der Szene sollte von der „Realität“ des Publikums geschieden sein, um die Zuschauer „in den begeisterten Zustand des Hellsehens“ zu versetzen.
Der hölzerne Schalldeckel besteht aus zwei Teilen: einer horizontalen Klangblende, die vorn am Bühnenrand angebracht ist und den Orchestergraben von hinten her fast völlig überdeckt, und einer muschelförmigen Sichtblende zwischen Orchestergraben und Zuschauerraum, die den nach vorn aufsteigenden Schall aus dem Orchestergraben in Richtung Bühne reflektiert und die direkte Beschallung des Zuschauerraums verhindert.
Der untypische und weltweit einmalige Orchestergraben führt terrassenförmig auf sechs Stufen nach hinten unten bis unter die Bühne und ist für das Publikum gänzlich unsichtbar. Der Dirigent sitzt erhöht, aber noch unterhalb der Sichtblende vor dem Orchester und ist die einzige Person im Festspielhaus, die zugleich Bühne und Orchestergraben einsehen kann. Es ergibt sich durch diese ausschließlich indirekte Beschallung des Zuschauerraums ein Mischklang, der die Lokalisierung nicht nur einzelner Instrumente, sondern des ganzen Orchesters praktisch unmöglich macht. Stattdessen wird ein Orchesterklang erreicht, der sich „allgegenwärtig“ im Raum ausbreitet.
Der abgedeckte Orchestergraben hat allerdings auch ganz praktische Auswirkungen: Da der Klang auch der Violinen ohnehin nur indirekt beim Zuhörer ankommt, besteht ihre vorrangige Aufgabe darin, den Sängern musikalischen Halt zu geben. Aus diesem Grund wird die von Wagner vorgeschriebene abweichende Sitzordnung beachtet: Die Ersten Violinen, die im Orchester die Führungsstimme haben, sitzen nicht wie üblich links, sondern rechts vom Dirigenten, damit die Schallöffnungen ihrer Instrumente (und nicht die der Zweiten Violinen) schräg vom Zuschauerraum weg und damit direkt zur Bühne zeigen. Die Anordnung der Streicher ist gegenüber der Sitzordnung in Deutscher Aufstellung also seitenverkehrt, was bei den Dirigenten regelmäßig zu Verwirrung führt.
Weiter führt diese Besonderheit dazu, dass der Festspielchor von den Bühnenseiten mit Taschenlampen dirigiert wird. Der Chorleiter verfolgt dabei den Dirigenten auf einem Bildschirm, um dessen Tempovorgaben und -variationen sofort folgen zu können, die Taktschläge selbst erfolgen wegen der Klangmischung auf der Bühne deutlich später als das Orchesterdirigat.

### Schwierige Saalakustik
Die Auswirkungen des „mystischen Abgrundes“ auf die Akustik werden kontrovers diskutiert. Von verschiedenen Opernhörern wird die Akustik des Saales als „überragend“ und „einmalig“ bezeichnet, wobei die Begeisterung für die Werke Wagners eine ausschlaggebende Rolle spielen kann.
Der Klang des Orchesters wird durch die Lage und Ausformung des Orchestergrabens und durch den Schalldeckel gleich einer „Düse“ in den Bühnenraum gelenkt und an Kulissen, Einbauten und Rückwand (Bühnenprospekt) der Bühne reflektiert, um dann gemischt mit einem Anteil an Direktschall in den Zuschauerraum zu gelangen. So wird der Orchesterklang durchaus durch das Bühnenbild verändert.
Dabei können folgende Effekte wahrgenommen werden:
- Der Klang der Instrumente mischt sich und eine Lokalisation innerhalb des Klangkörpers wird unmöglich. Durch Überlagerungen und Kammfiltereffekte entstehen Verzerrungen, die den typischen Klang der Instrumente beeinflussen. Es wird zum Beispiel schwer, Kontrabässe und Pauken klanglich zu trennen.

- Bei geschlossenem Vorhang (z. B. bei der Ouvertüre eines Stückes) wird der durch den Schalldeckel auf die Bühne gerichtete Klang gegen den frequenzabhängig absorbierenden Vorhang abgestrahlt, so dass sich mit Öffnen und Schließen des Vorhanges ein unterschiedlicher Klang ergibt.

- Nach wie vor ist auch das einfache Sperrholzgestühl des Saals ein Akustikproblem. Unbesetzte Plätze liefern mit den hochgeklappten Sitzflächen Reflektoren, die den Saalklang abhängig von der Belegung hörbar beeinflussen. Moderne akustisch optimierte Bestuhlung könnte abhelfen. Bei halbleerem Saal ist unangenehmer Hall, teilweise Flatterecho, hörbar.

### Kontroverse Wirkung
Der Philosoph Theodor W. Adorno hat im Zusammenhang mit dem mystischen Abgrund das berühmte Wort von der „Verdeckung der Produktion durch die Erscheinung des Produkts“ geprägt. Er warf der Illusionsmaschinerie Wagners Manipulation vor, sah in ihr eine Vorahnung der Kulturindustrie und prangerte eine „Regression auf magisches Denken unterm Spätkapitalismus“ an.
Das Verbergen und Verklären von Herstellungsprozessen hat über Wagner hinaus Bedeutung in der Ästhetik des 19. Jahrhunderts und zeigt sich ebenso in anderen Künsten, etwa in der mühevoll hergestellten Schwerelosigkeit beim romantischen Spitzentanz. Auch das Verbergen und gleichzeitige Voraussetzen der Schrift im Sprachverständnis jener Zeit, das Jacques Derrida dargestellt hat, geht in diese Richtung: Es soll nicht auffallen, dass hier nicht frei gesprochen, sondern gelesen wird.
In der Medientheorie der vergangenen Jahre hat der „mystische Abgrund“ als Prinzip des Trennens und Verbergens wieder Beachtung gefunden, etwa im Vergleich zum Diorama von Louis Daguerre. Wagners Idee, alles nebenbei Störende auszuschalten, ist im 20. Jahrhundert durch den Film und die entstehenden Kinos aufgegriffen und in ähnlicher Weise verwirklicht worden.

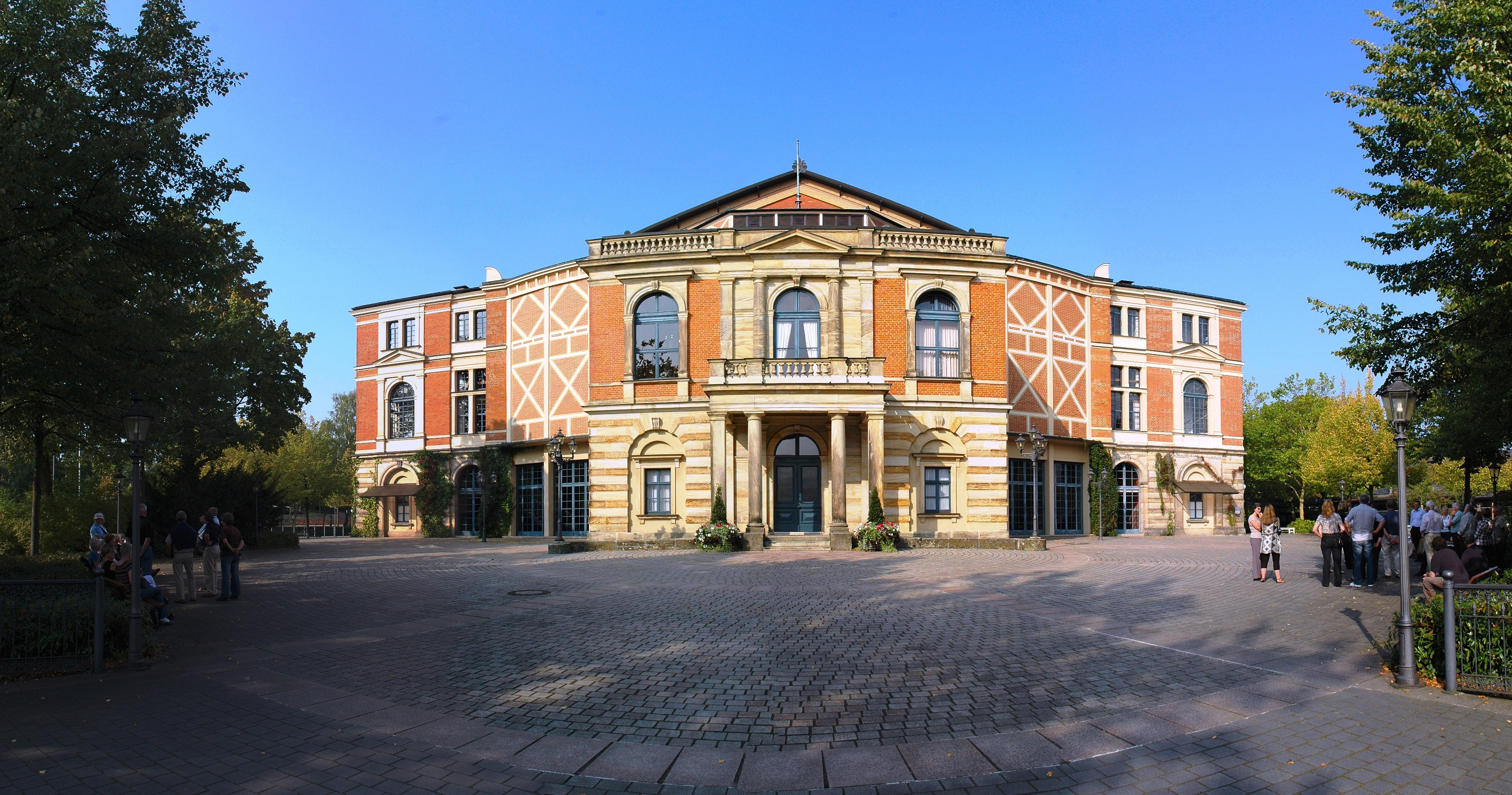
Vorderansicht, mittig der nachträglich errichtete Königsbau
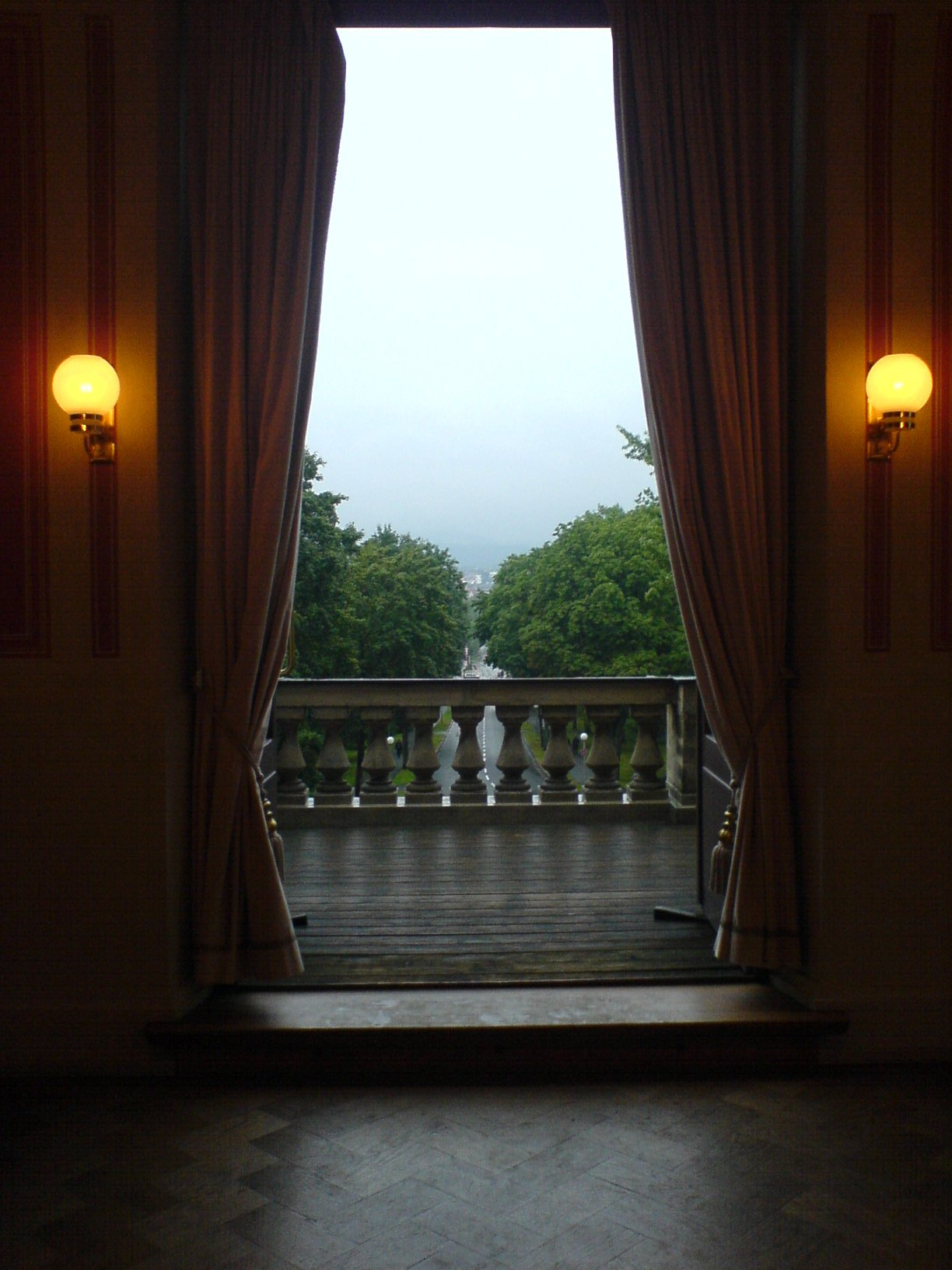
Blick aus dem Königsbau
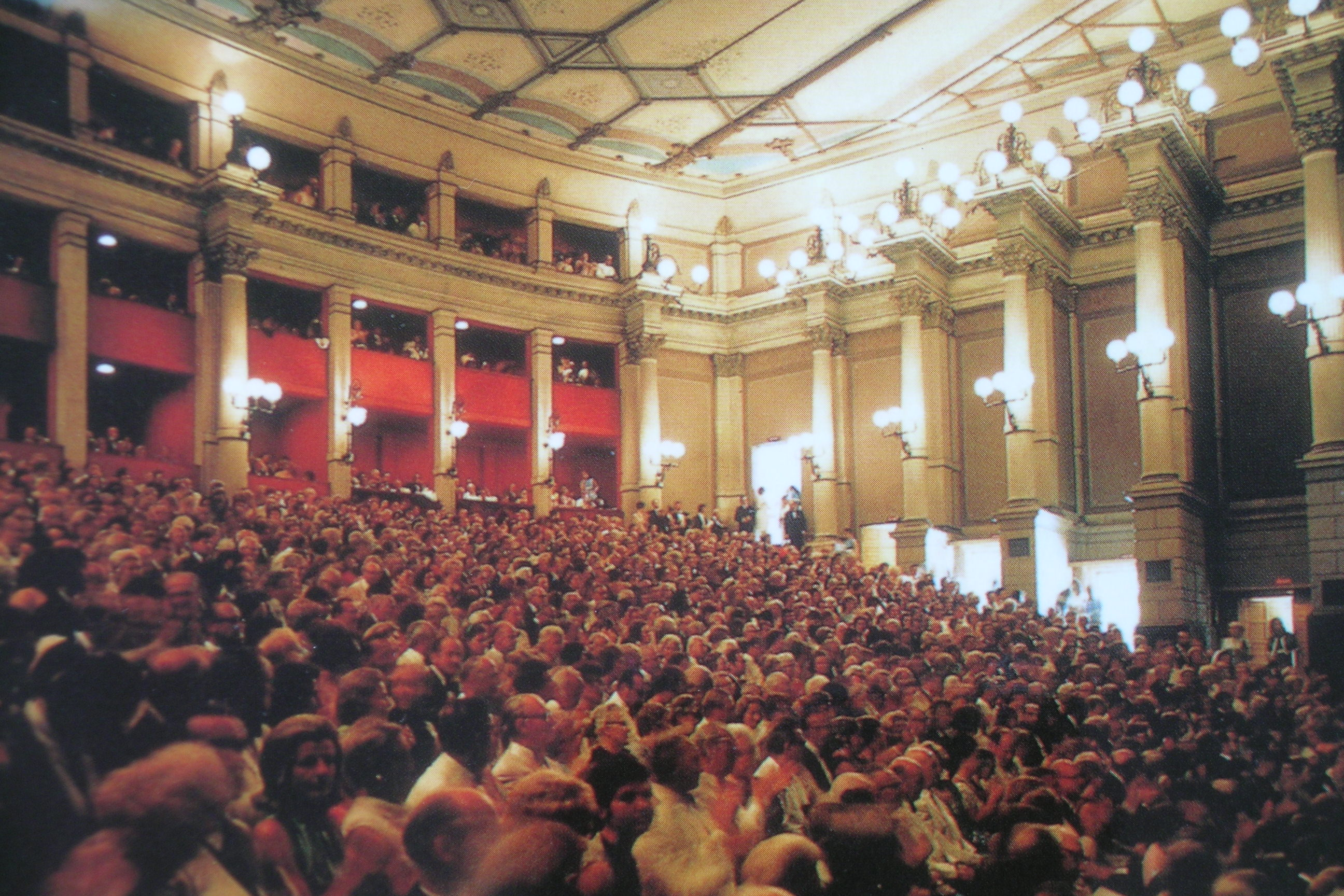
Auditorium
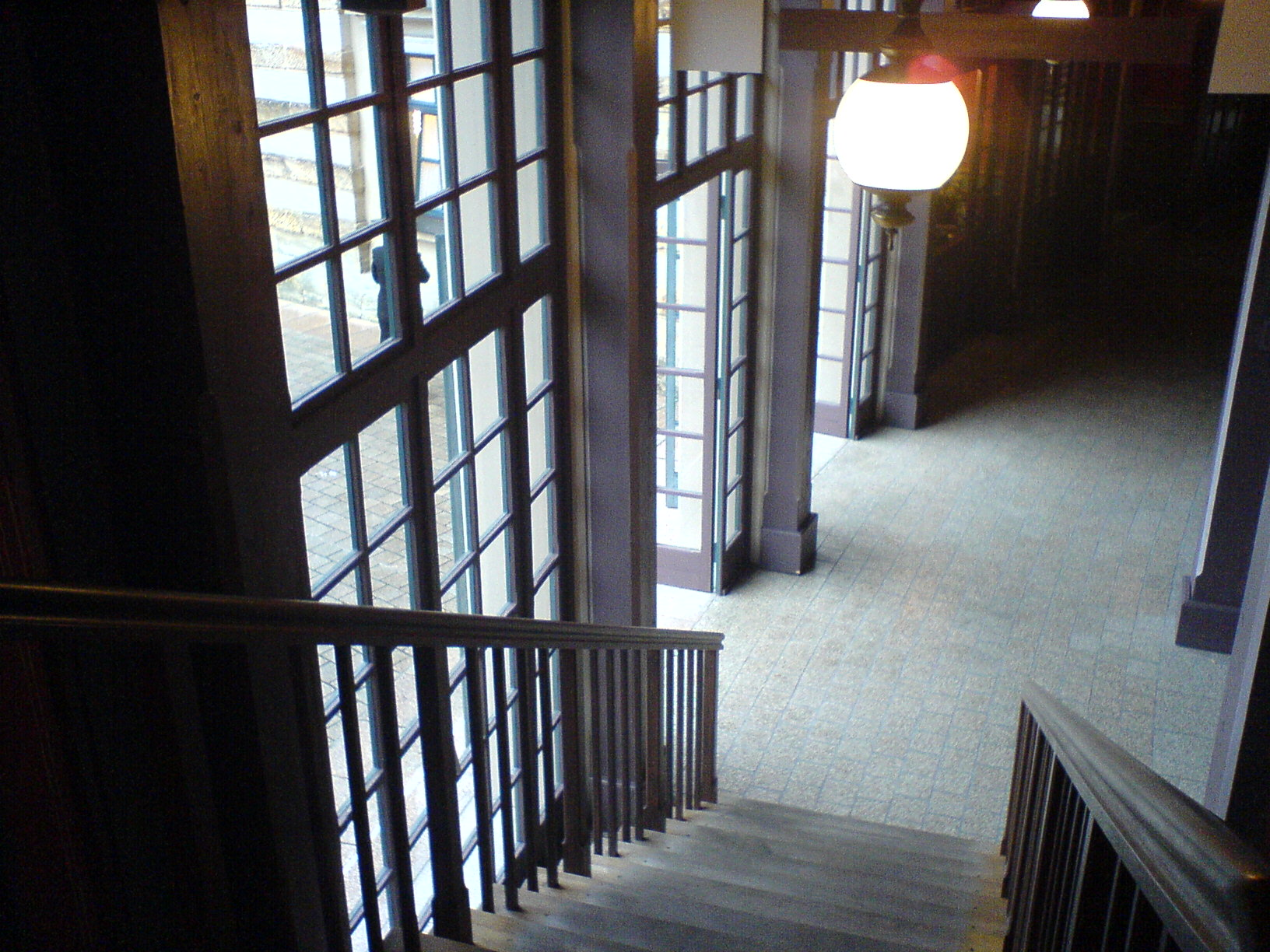
Foyer
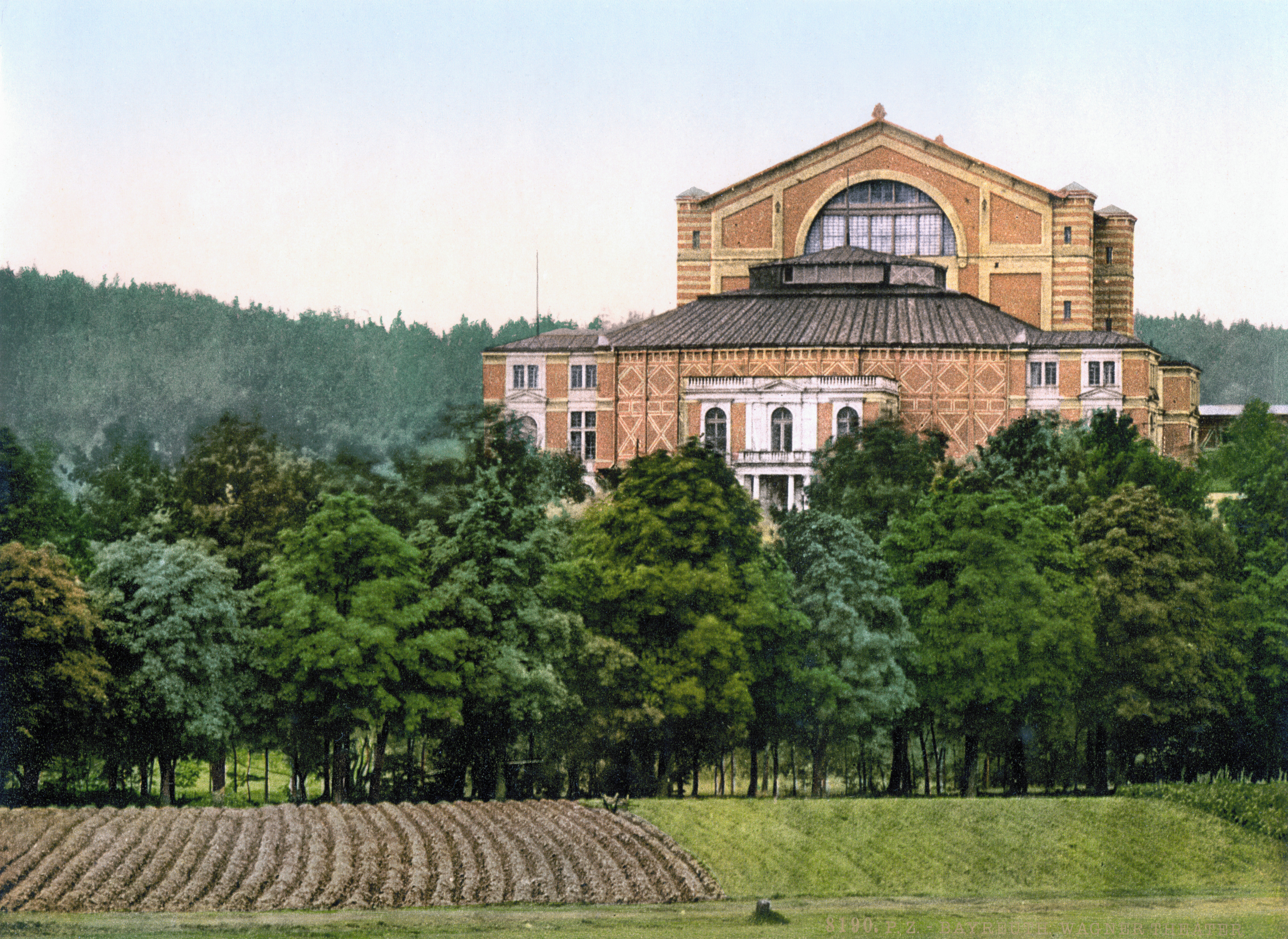
Festspielhaus um 1900
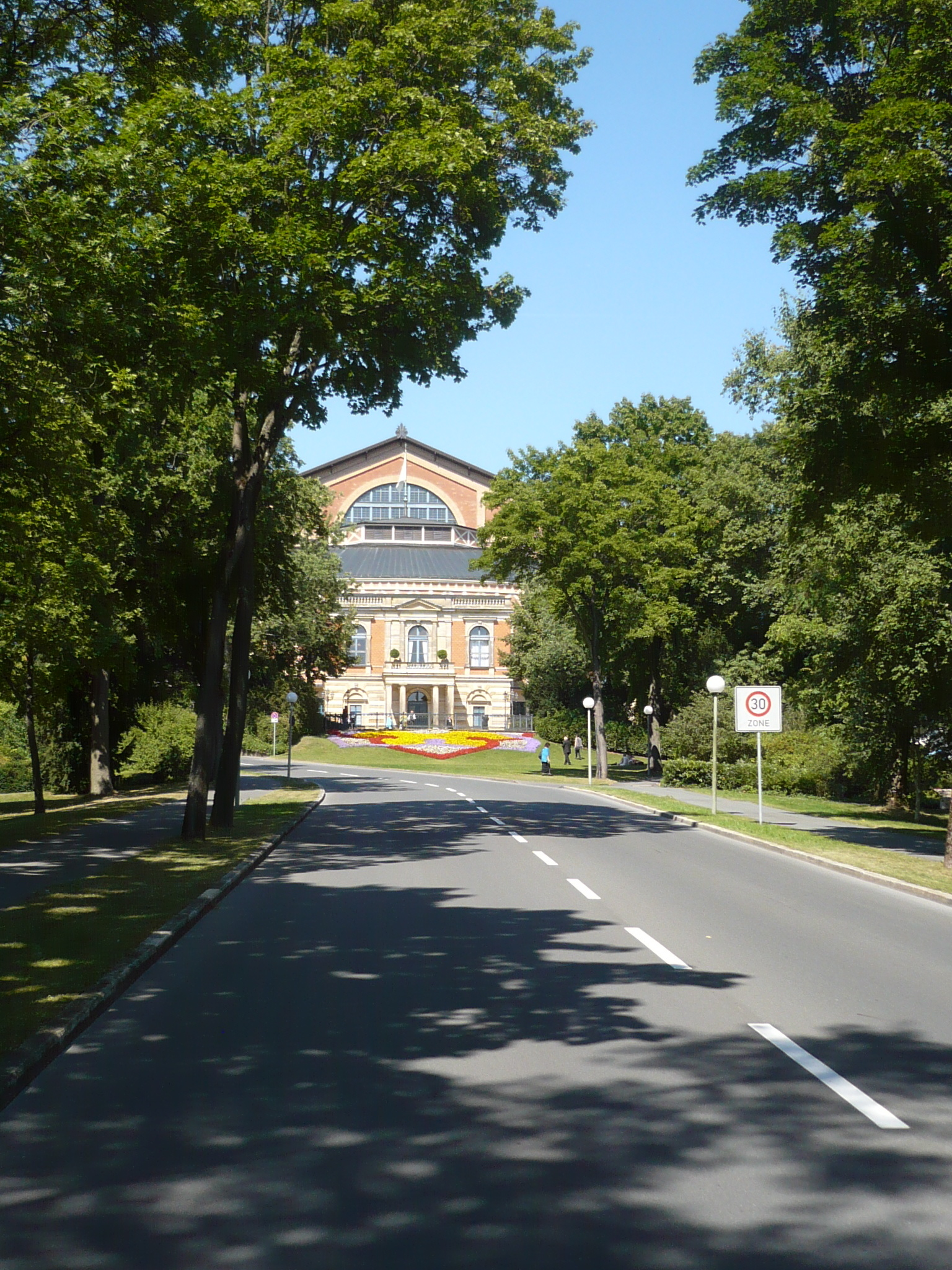
Auffahrt (Siegfried-Wagner-Allee)
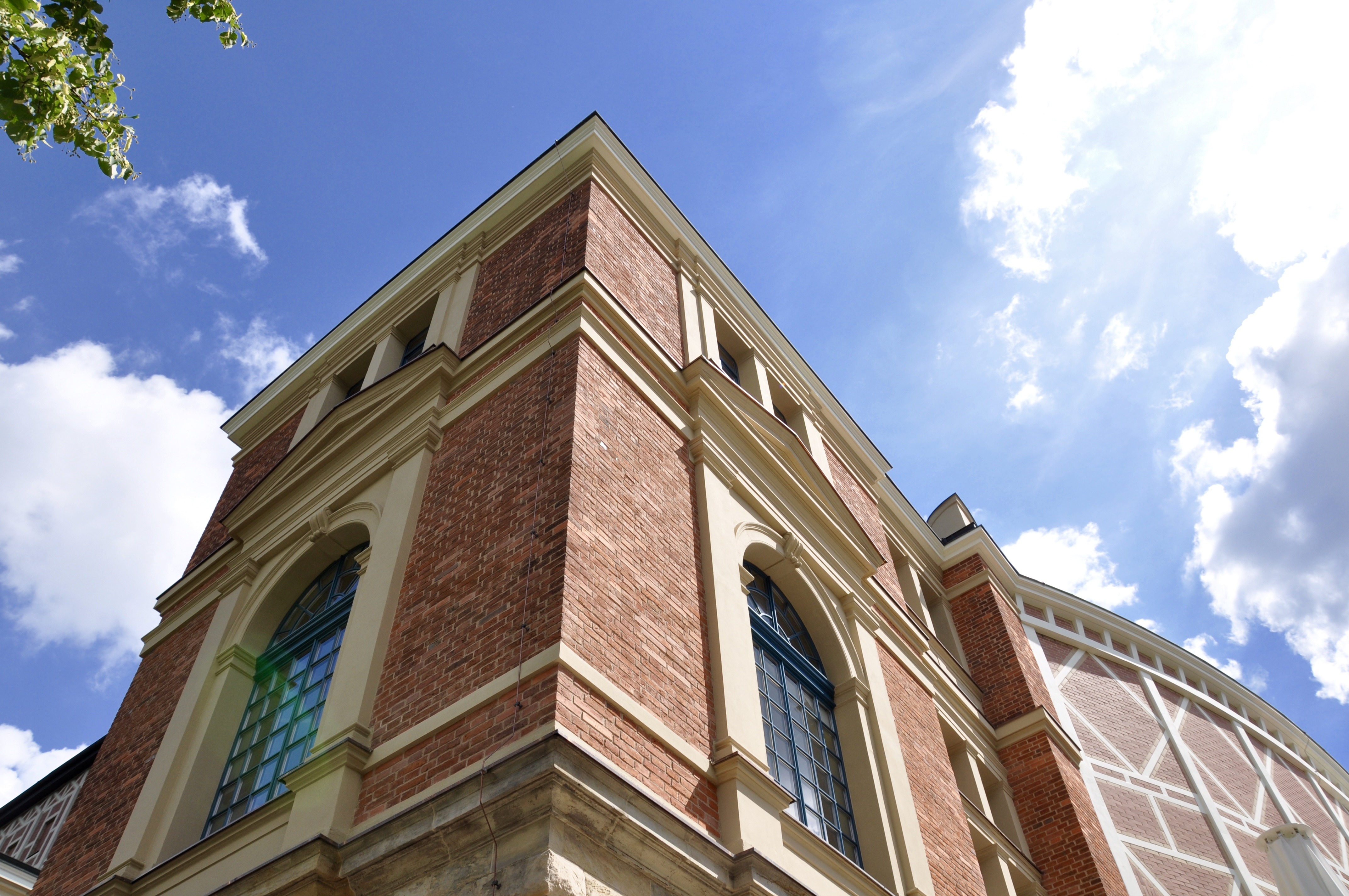
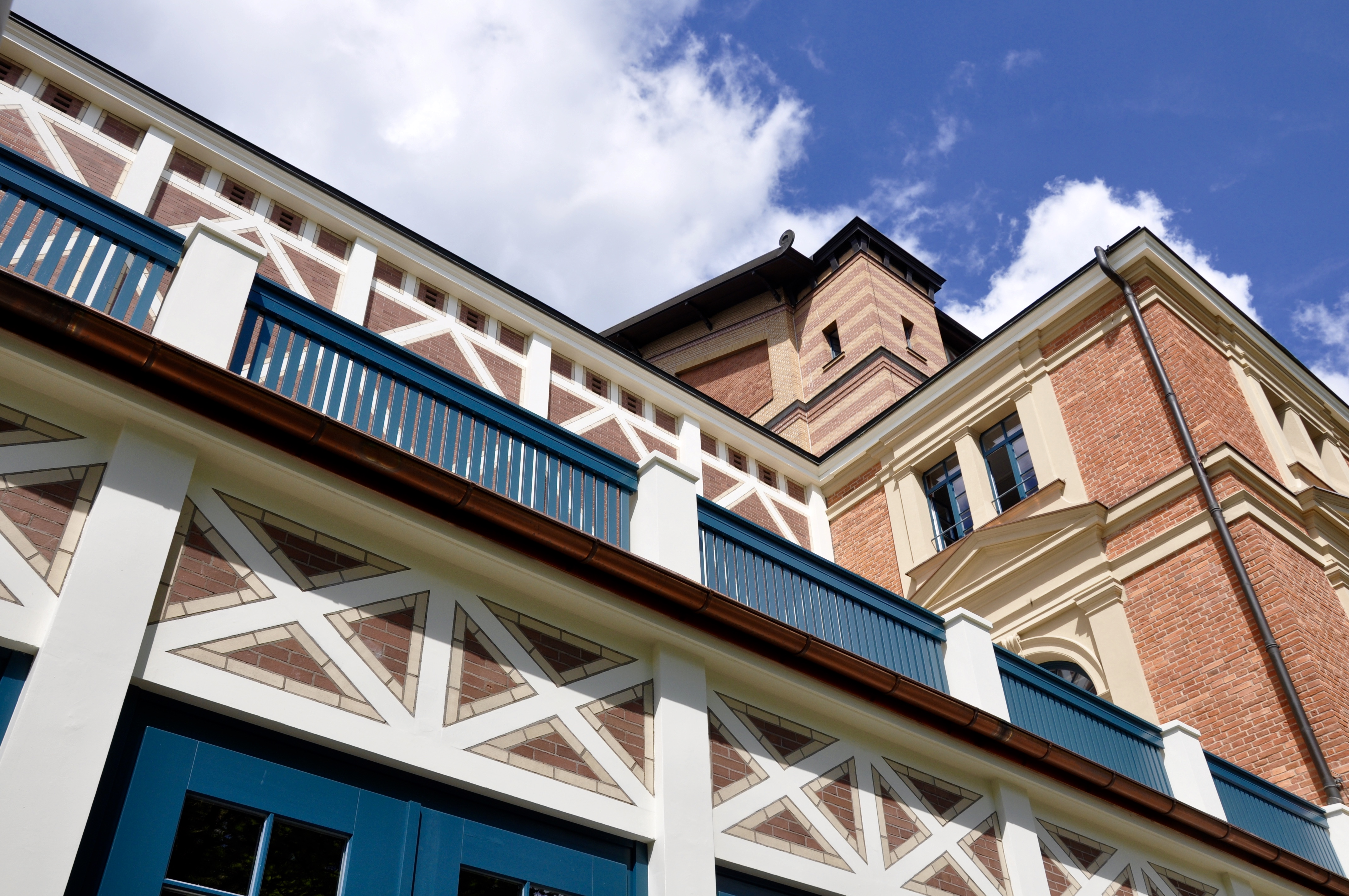
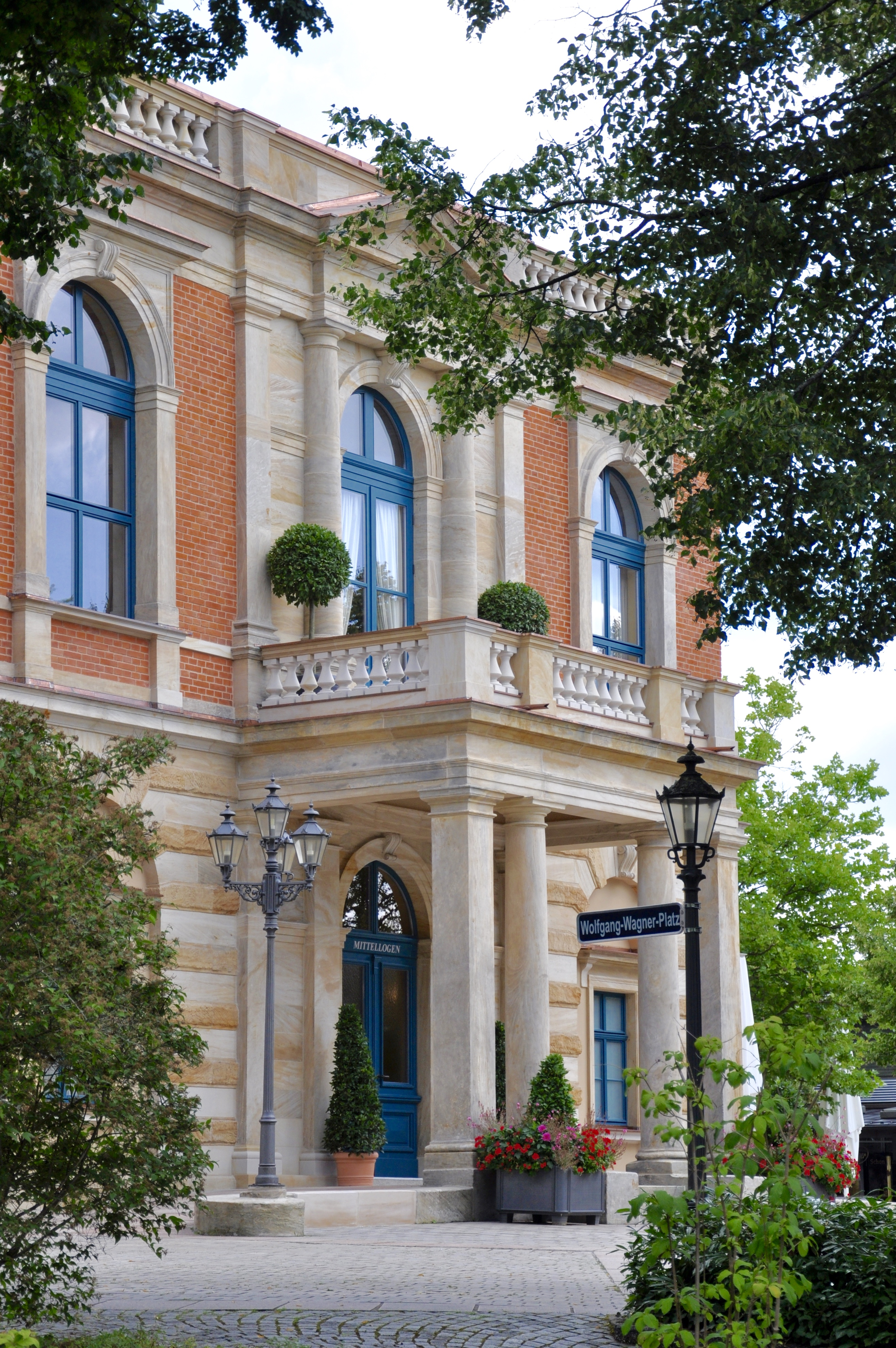
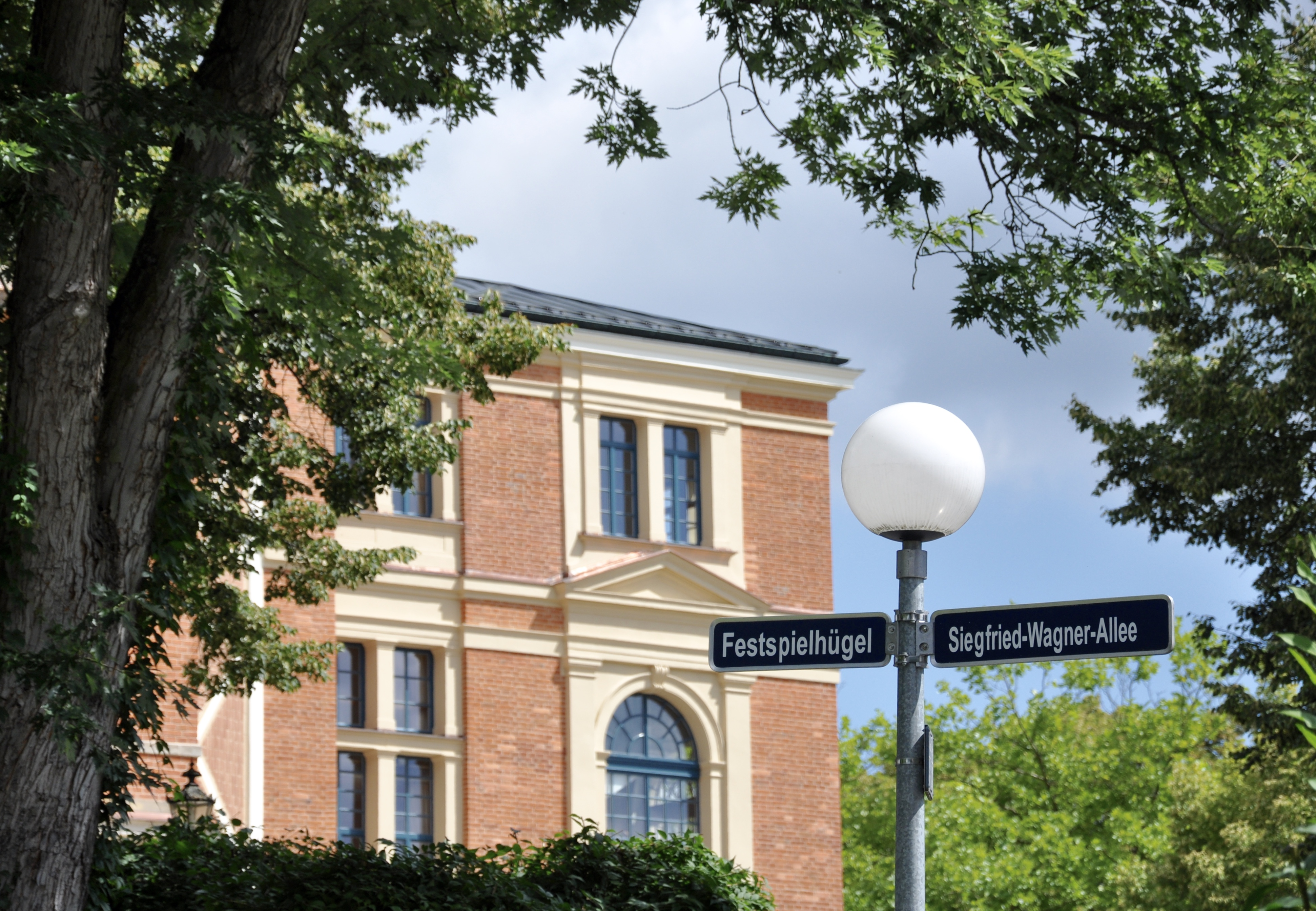
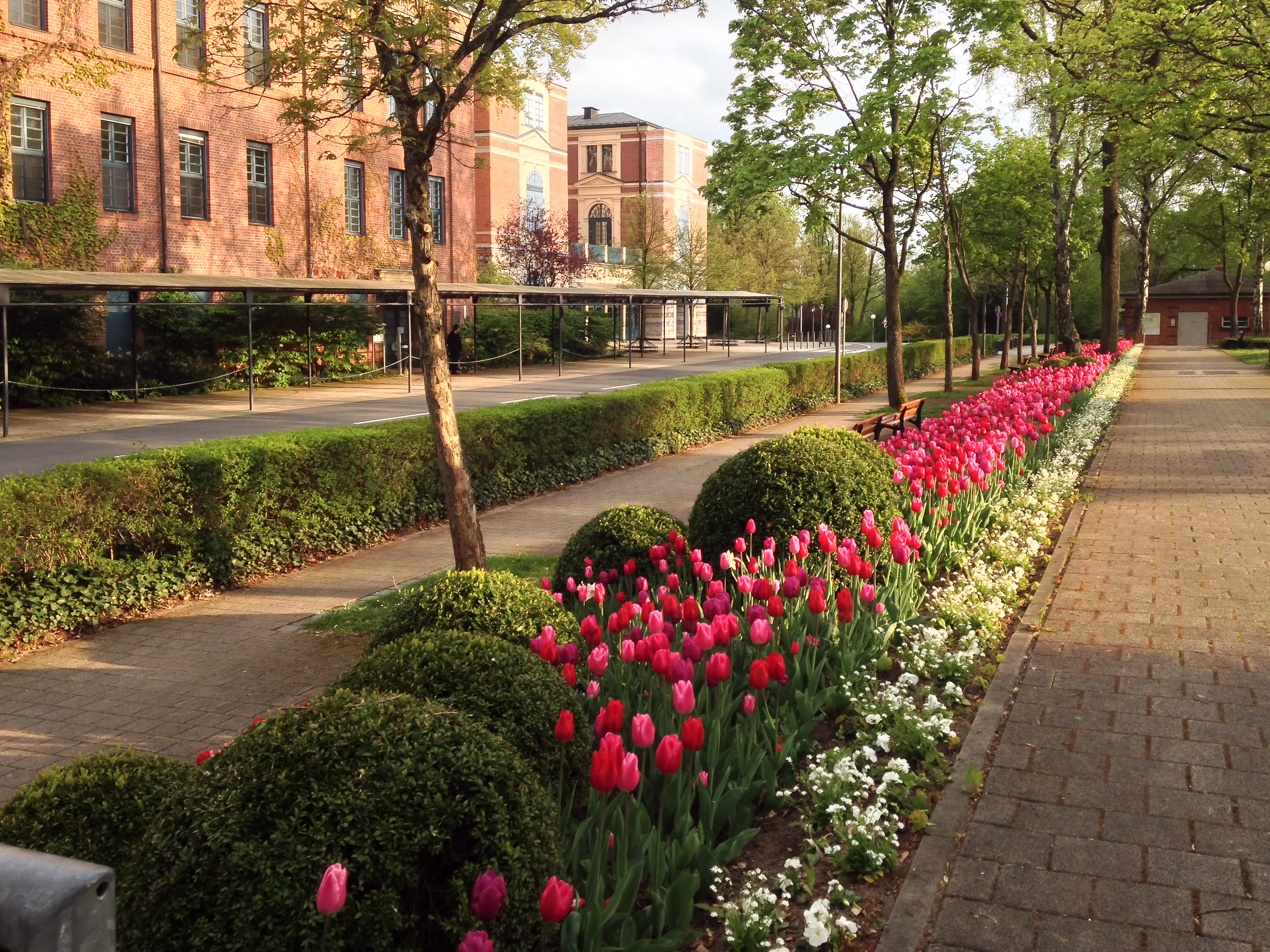

### Erweiterungsbauten
Das Festspielhaus wurde im Laufe der Jahre um einige Nebengebäude ergänzt, die während des Jahres als Proben- und Werkstatträume dienen und in der Festspielzeit teilweise die Gastronomie beherbergen.

## Trivia
Von den ersten Jahren nach dem Zweiten Weltkrieg abgesehen, wurden im Festspielhaus nur Werke Richard Wagners aufgeführt. Eine Sonderregelung gilt für Beethovens 9. Sinfonie, die zu besonderen Anlässen dort zugelassen ist. Erstmals wurde sie 1933 zum 50. Todestag Wagners unter dem Dirigat von Richard Strauss gegeben, 1951 dann als Auftakt zum Wiederbeginn der Festspiele unter Wilhelm Furtwängler und drei weitere Male unter Paul Hindemith (1953), Karl Böhm (1963) und Christian Thielemann (2001).
Bei Filmaufnahmen für die Sendung mit der Maus spielte das Festspielorchester unter Thielemann im Orchestergraben deren Titelmelodie.

## In der Umgebung

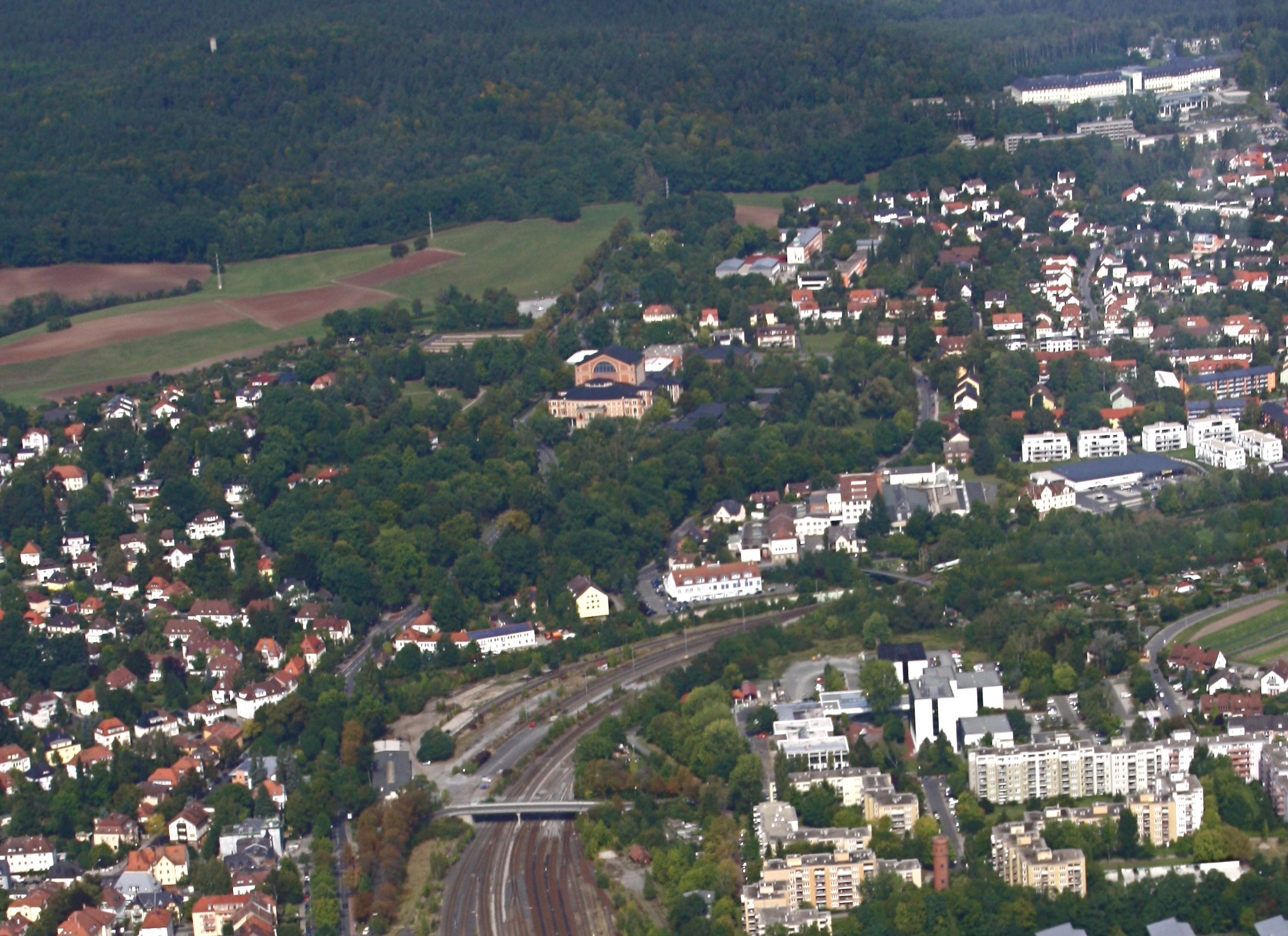
Lage des Festspielhauses am Grünen Hügel

Auf dem Grünen Hügel und seinem zum Festspielhaus ansteigenden Gelände sind wetterfeste Informationstafeln aufgestellt, die unter der Überschrift verstummte Stimmen zahlreiche Sängerinnen und Sänger von Wagner-Rollen in einer Kurzbiografie mit Foto darstellen. Im Richard-Wagner-Park wurden zudem eine Bronzebüste für Richard Wagner aufgestellt und 1979 auf der durch die Zufahrtsstraße unterbrochenen Parkseite eine Büste für Cosima Wagner, gestaltet von Arno Breker. Auf dem weiter ansteigenden Hügel erhielt im Jahr 1996 eine vom Japaner Setsuzo Matsusaka geschaffene und gestiftete Kunstskulptur Der Traum ihren Platz, auf dessen Postament eine handschriftliche Notiz von Richard Wagner eingraviert ist.
Der Platz vor dem Eingangsbereich erhielt den Namen Wolfgang-Wagner-Platz, die direkt auf das Haupthaus zulaufende Straße heißt Siegfried-Wagner-Allee. Die herumführenden Straßen tragen die Bezeichnungen Wotanstraße, Parsifalstraße, Tannhäuserstraße, Rheingoldstraße und nehmen damit Bezug auf Wagners Werke.